# Gömörpanyit
Gömörpanyit (szlovákul Gemerská Panica) község Szlovákiában, a Kassai kerület Rozsnyói járásában.

## Fekvése
Rozsnyótól 26 km-re délnyugatra, Tornaljától 6 km-re északkeletre, a Sajó bal partján fekszik.

## Élővilága

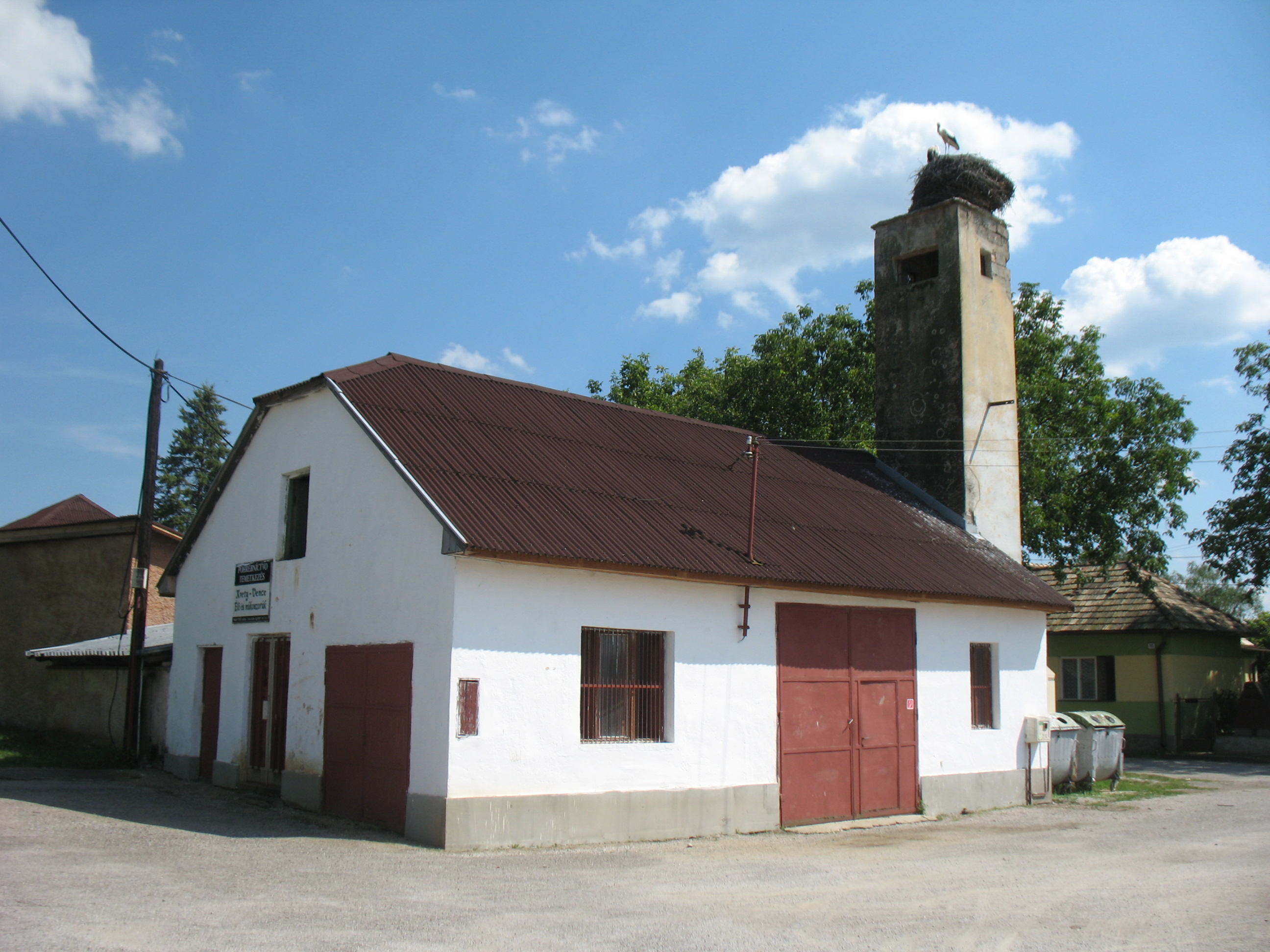
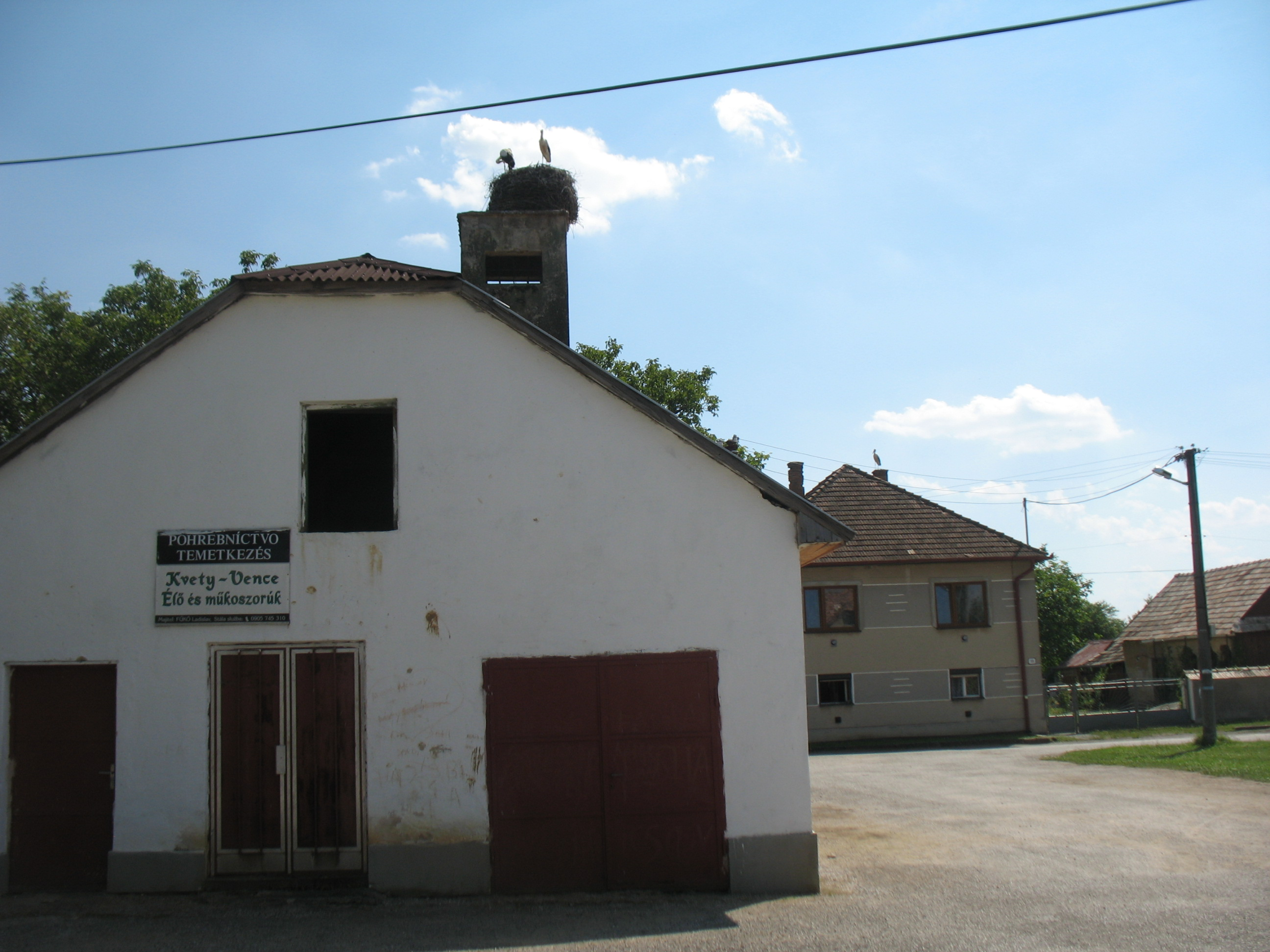
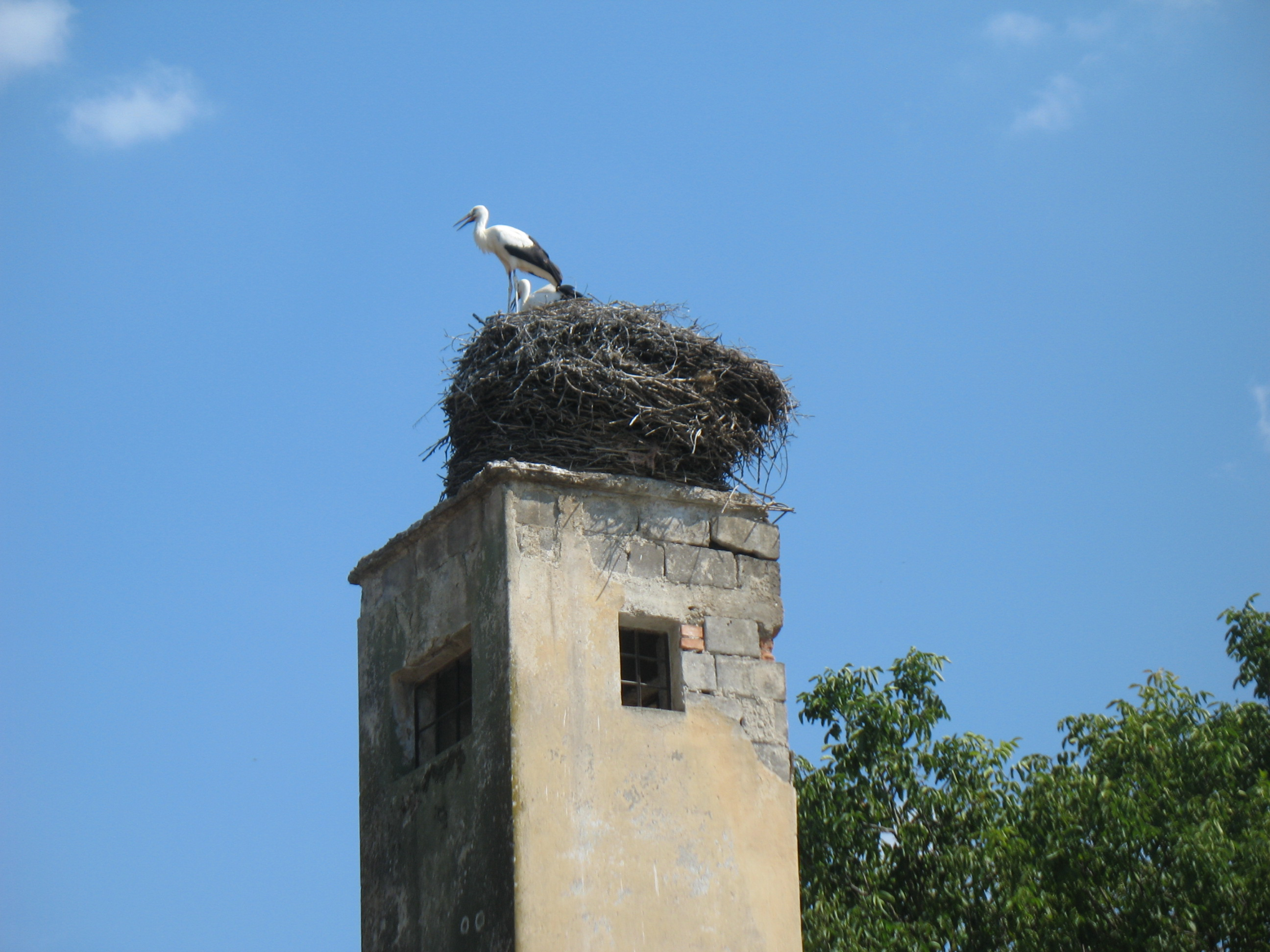
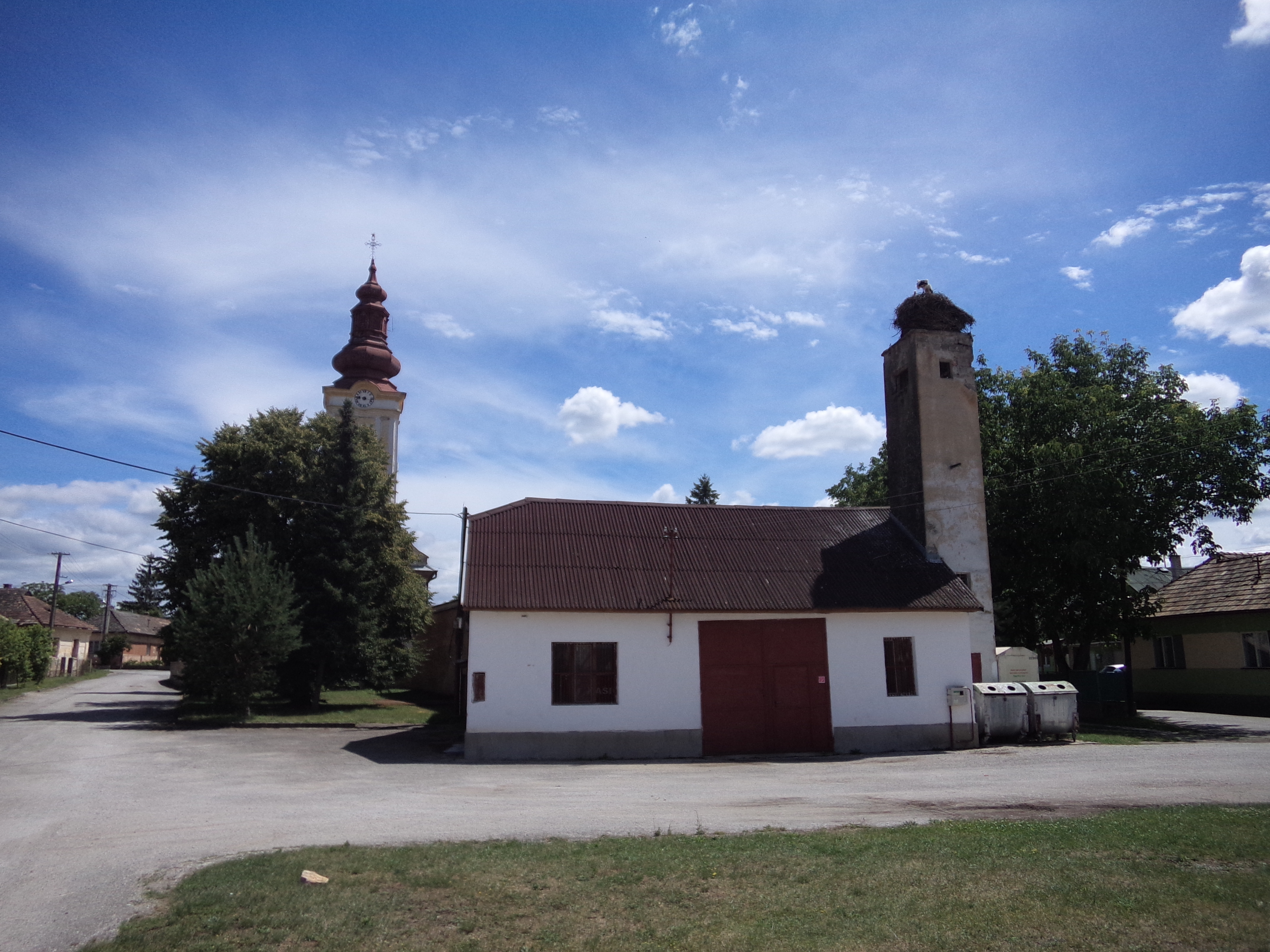
2016
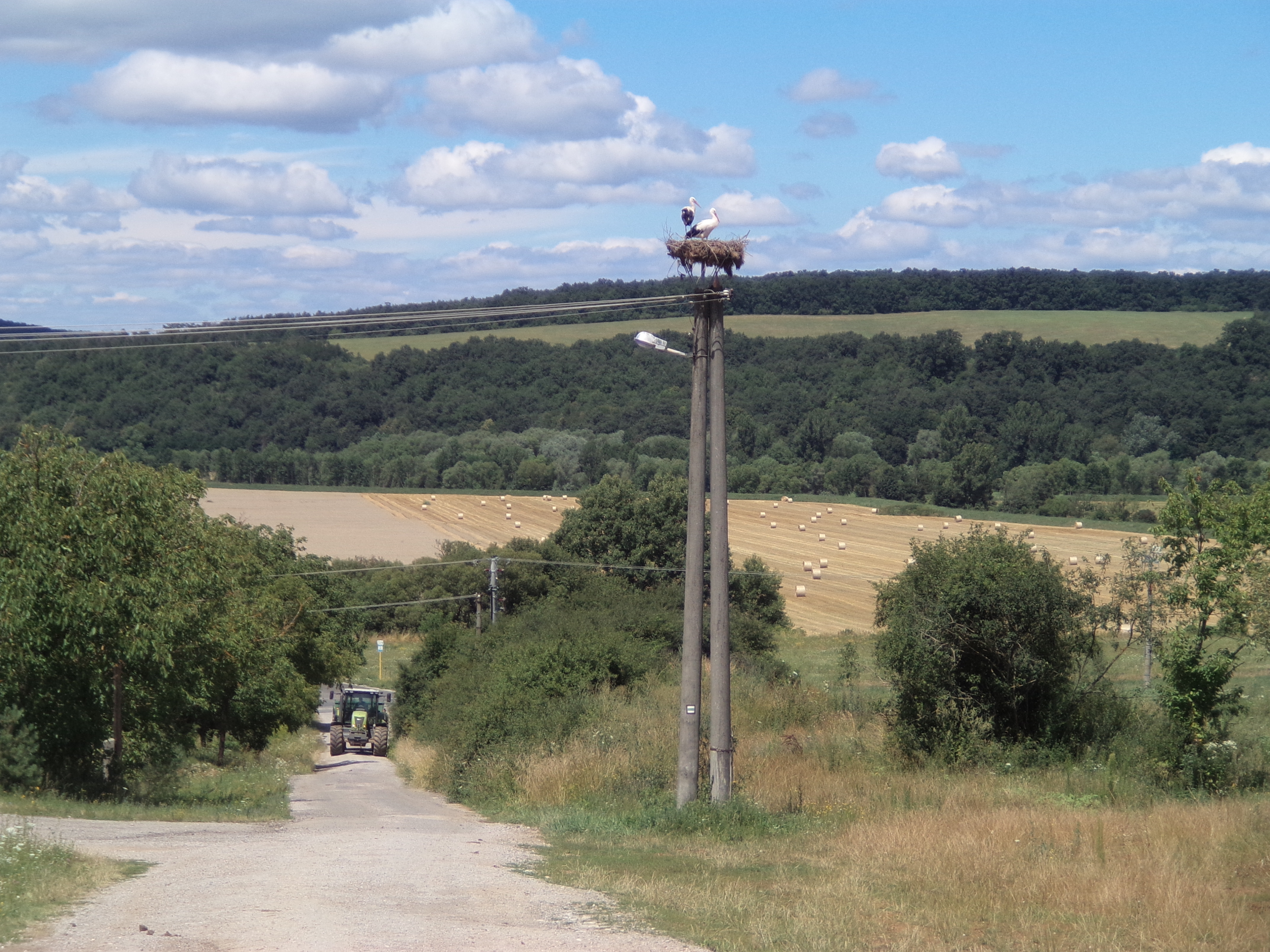

A faluban két gólyafészek található. A tűzoltószertár kéményén 2014-ben 2 gólyafiókát számoltak össze, 2015-ben és 2016-ban pedig 3-3 fiókát.

## Története
1247-ben „Ponich" néven említik először. A 13. századi oklevél két falut említ a mai község területén: Alsó- és Felsőpanyitot. A két település a 16. században olvadt össze egy községgé. 1427-ben a Tornaljay és Kompolthy családok birtoka. A Rákóczi-szabadságharc alatt a település elnéptelenedett. Később lakói főként mezőgazdasággal, fuvarozással, szén- és mészégetéssel, juh és kecsketenyésztéssel foglalkoztak.
A 18. század végén Vályi András így ír róla: „PANYITH. Gömör Panyith. Magyar falu Gömör Vármegyében, földes Urai több Uraságok, lakosai többnyire Evangelikusok, fekszik Sajó vizének bal partyán, Csoltóval, Beretkével, és Gömörrel határos, réttye termékeny, földgye közép termékenységű, ’s 3 nyomásbéli, fája tüzre, és épűletre elég van, malma jeles, piatza Rosnyón 3 mértföldnyire."
A 19. század közepén Fényes Elek eképpen írja le: „Gömör-Panyit, magyar falu, Gömör vmegyében, Csoltó és Sztárna helységek közt rónaságon a Sajó vize mellett fekszik, a helységen keresztül visz a Tornallyától Pelsücz Rosnyó felé menő országut. A lakosok száma 456-ra megy, kik közül r. kath. 20, a többi mind evangelikus; mindnyájan magyar nyelven beszélnek. Van 9 2/8 urbéri, és 32 6/8 majorsági telek, 12 zsellér 16 lakó, 1707 hold erdő. Szántófölde bár több helyen vadvizes, mindent megterem; rétje száraz. A helységet birják Palugyai, Kiszel, Kerepesi, Szörcsei, Sulyok, Czékus, Kovács, Vozári, Gotthárd, Vattay, Szentiványi, Vladár családok. Az országut mellett van kisszerü vendégfogadója, és a helység nyugoti oldalát mosó Sajó vizén malma."
Borovszky monográfiasorozatának Gömör-Kishont vármegyét tárgyaló része szerint: „Gömörpanyit, sajóvölgyi magyar kisközség, körjegyzőségi székhely, 140 házzal és 768, nagyobbára ág. ev. h. vallású lakossal. A XIV. században e községgel együtt még négy Panyit merül fel, Felső-, Alsó-, Kis- és Nagy-Panyit, melyek mind ezen a vidéken feküdtek. Legrégibb birtokosaiul a Tornallyay és a Kompolthy családot ismerjük 1427-ből. Későbbi birtokosai a Palugyay, Kiszely, Kerepesy, Szörcsey, Sulyok, Czékus, Kovács, Vozáry, Gotthard, Vattay, Szent-Ivány, Vladár, Losonczy, Borffy és a Trajtler családok. Most Kubinyi Gézának, Szent-Ivány Árpádnak és Kovács Károlynak van itt nagyobb birtoka és csinos régi úrilaka; a Kubinyiét Szörcsey Gusztáv, a Szent-Iványét Szent-Ivány Miksa építtette. 1873-ban a községben kolerajárvány 51pusztított, melyben 105 ember halt el. Az ág. h. ev. templom 1801-ben épült. A falu határában, a XIII. században még két község volt, melyeknek azonban már nyomuk sincs. Az egyiket az egykorú források Thasmatu, a másikat Zogragh néven említik. A községben van posta és vasúti állomás, távírója pedig Tornallya."
A trianoni diktátumig Gömör-Kishont vármegye Tornaljai járásához tartozott. 1938 és 1944 között Tornalja újra Magyarország része.
1960–1996 között a község a Rimaszombati járáshoz tartozott, az 1996-os közigazgatási reform során azonban a Rozsnyói járáshoz csatolták.

## Népessége
| Év:            | 1994. | 2004.   | 2014.   | 2024.    |
| -------------- | ----- | ------- | ------- | -------- |
| Emberek száma: | 732   | 707     | 644     | 568      |
| Eltérés:       |       | -3,41 % | -8,91 % | -11,80 % |

| Év:            | 2023. | 2024.   |
| -------------- | ----- | ------- |
| Emberek száma: | 578   | 568     |
| Eltérés:       |       | -1,73 % |

1880-ban 679 lakosából 630 magyar, 18 szlovák, 9 német anyanyelvű, 1 idegen és 21 csecsemő; ebből 397 evangélikus, 180 római katolikus, 67 református és 35 zsidó vallású volt.
1910-ben 821 lakosából 817 magyar és 4 német; ebből 379 evangélikus, 294 római katolikus, 121 református, 21 zsidó és 6 görögkatolikus.
2011-ben 660 lakosából 360 szlovák és 269 magyar.
2021-ben 591 lakosából 333 szlovák, 235 magyar (39,76%), 2 cseh, 1 ukrán, 1 francia, 19 ismeretlen nemzetiségű.

## Híres emberek
- Itt született 1938. március 15-én Cselényi László József Attila-díjas (2003) író, költő, újságíró, műfordító, egyetemi tanár.[8]
- Itt született 1864-ben Jeszenszky Pál mezőgazdász, az Országos Mezőgazdasági Kiállítás igazgatója, az OMGE titkára.
- Itt született 1818-ban Czékus István evangélikus lelkész, püspök.

## Nevezetességei
- Evangélikus temploma 1801-ben épült barokk stílusban, később klasszicista stílusban építették át. Keresztelőkútja 1656-ban készült.
- Kastélya a 19. század közepén szecessziós stílusban épült. Egykori birtokosa Kubinyi gróf, a magyar országgyűlés tagja, a Pelsőc-Murányalja vasútvonal tervezője volt.
- Újabb, Jézus Szíve tiszteletére szentelt római katolikus temploma 1966-ban épült.
- A faluban a népi építészet számos szép példája látható.

## Képtár

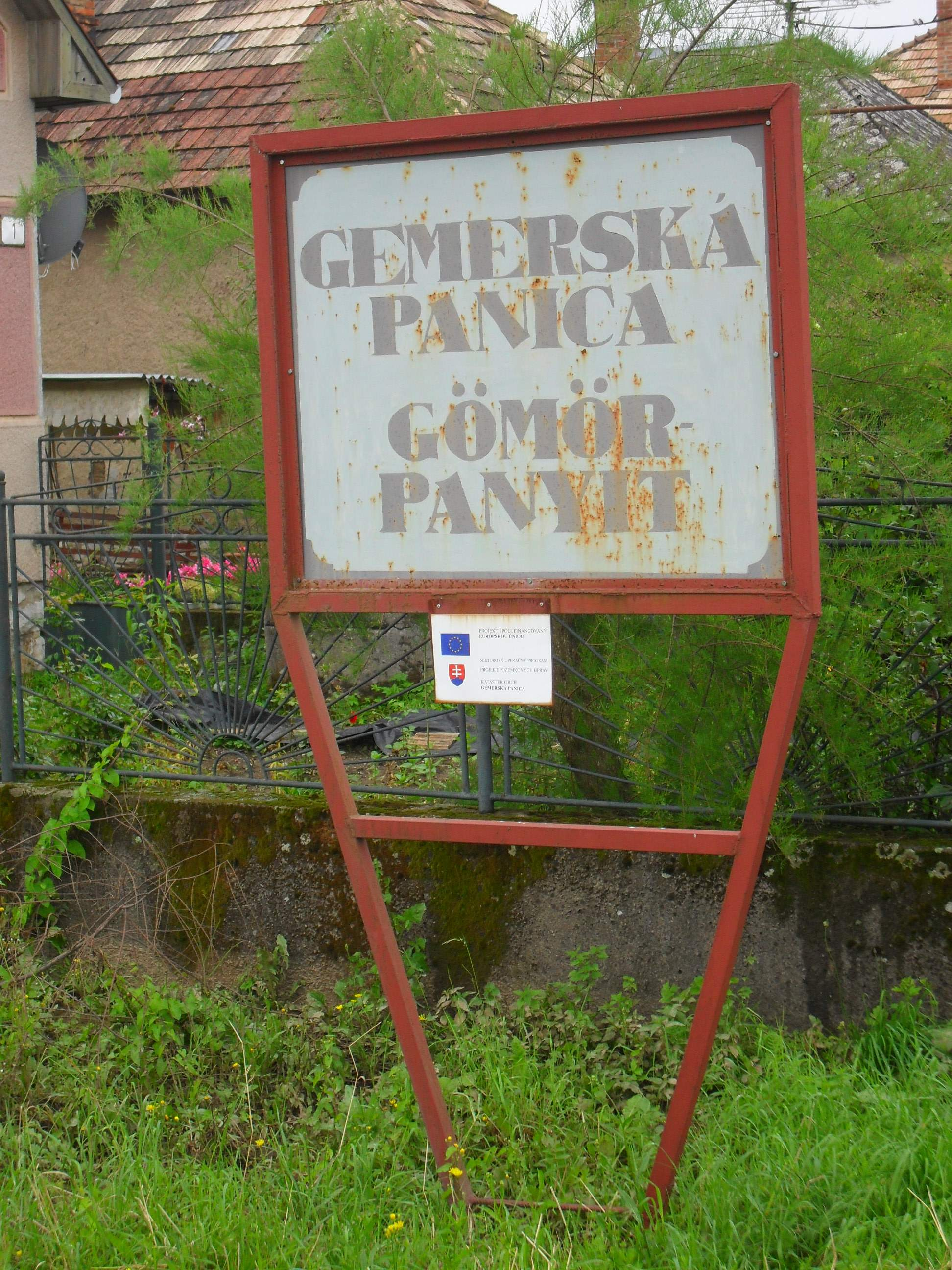
Üdvözlőtábla
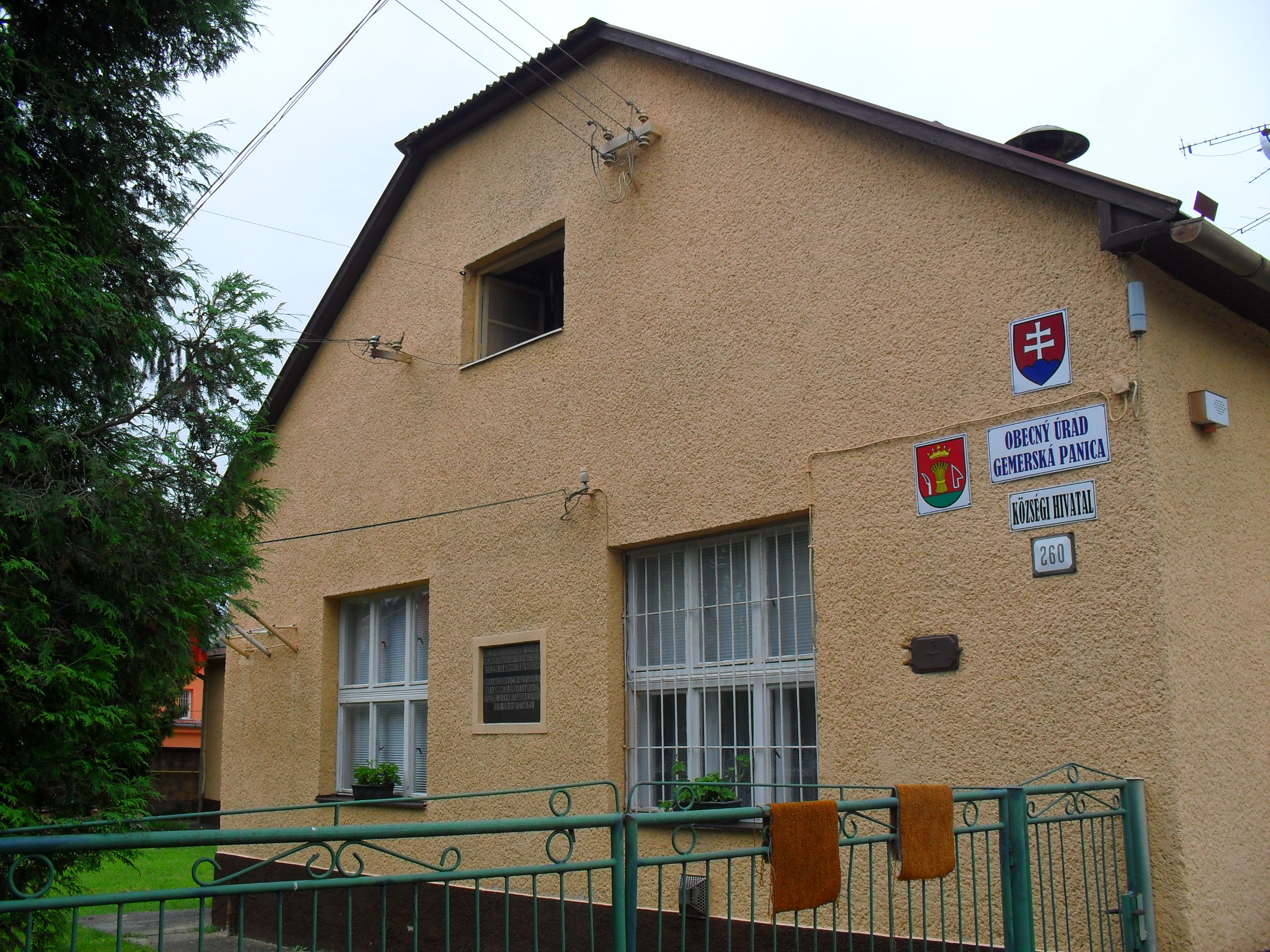
Községi hivatal
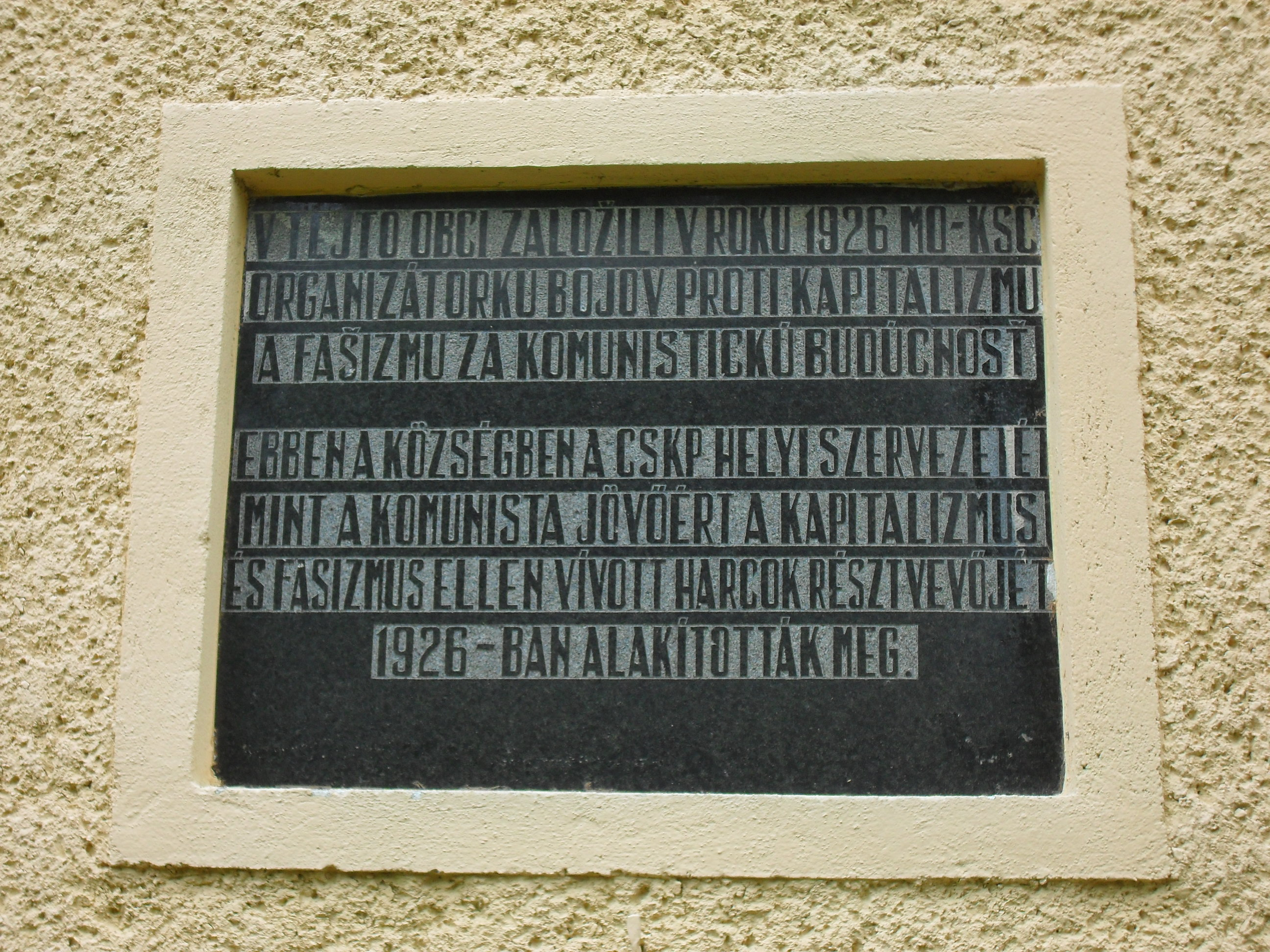
Emléktábla a községi hivatal falán (1)
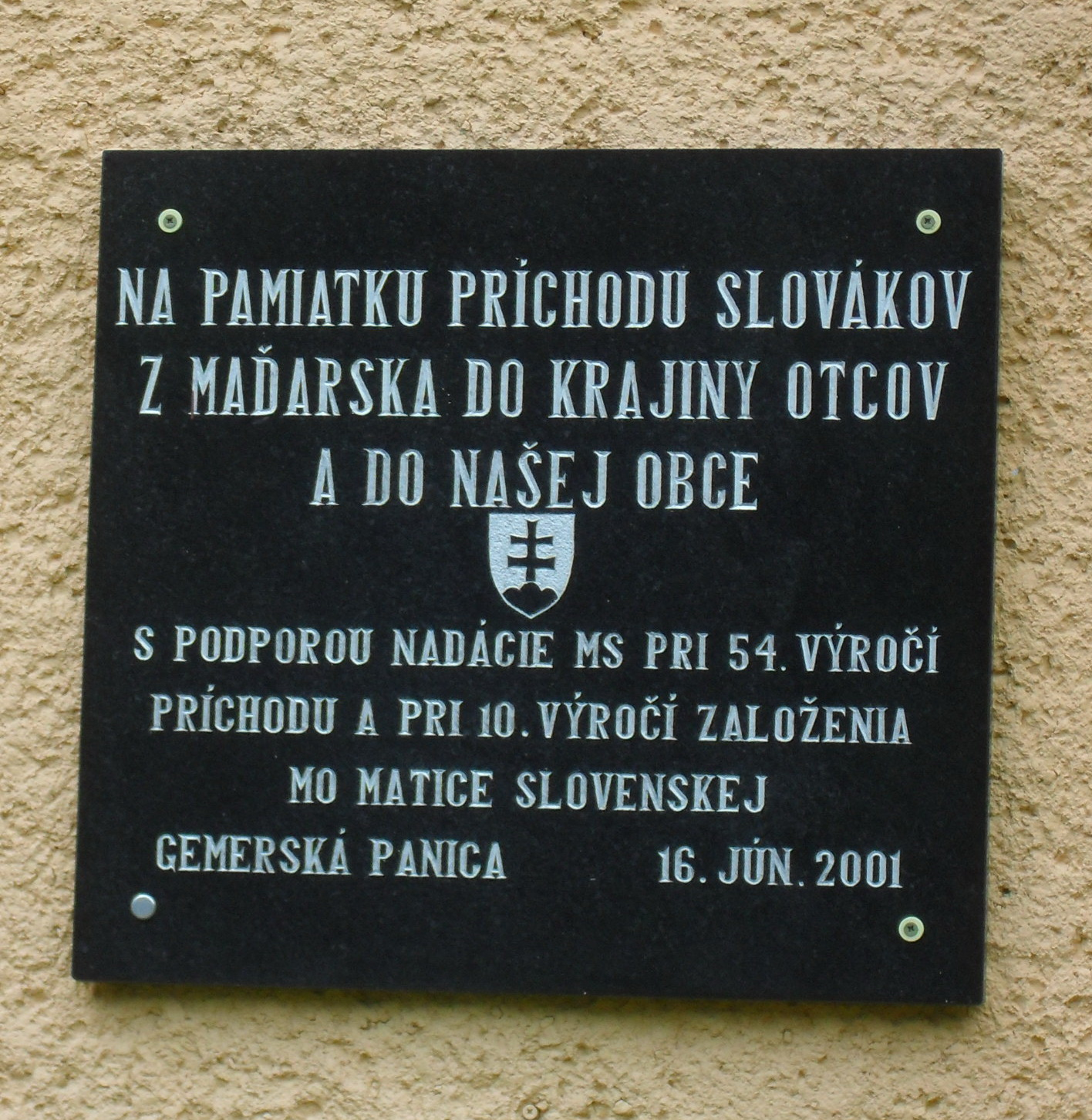
Emléktábla a községi hivatal falán (2)
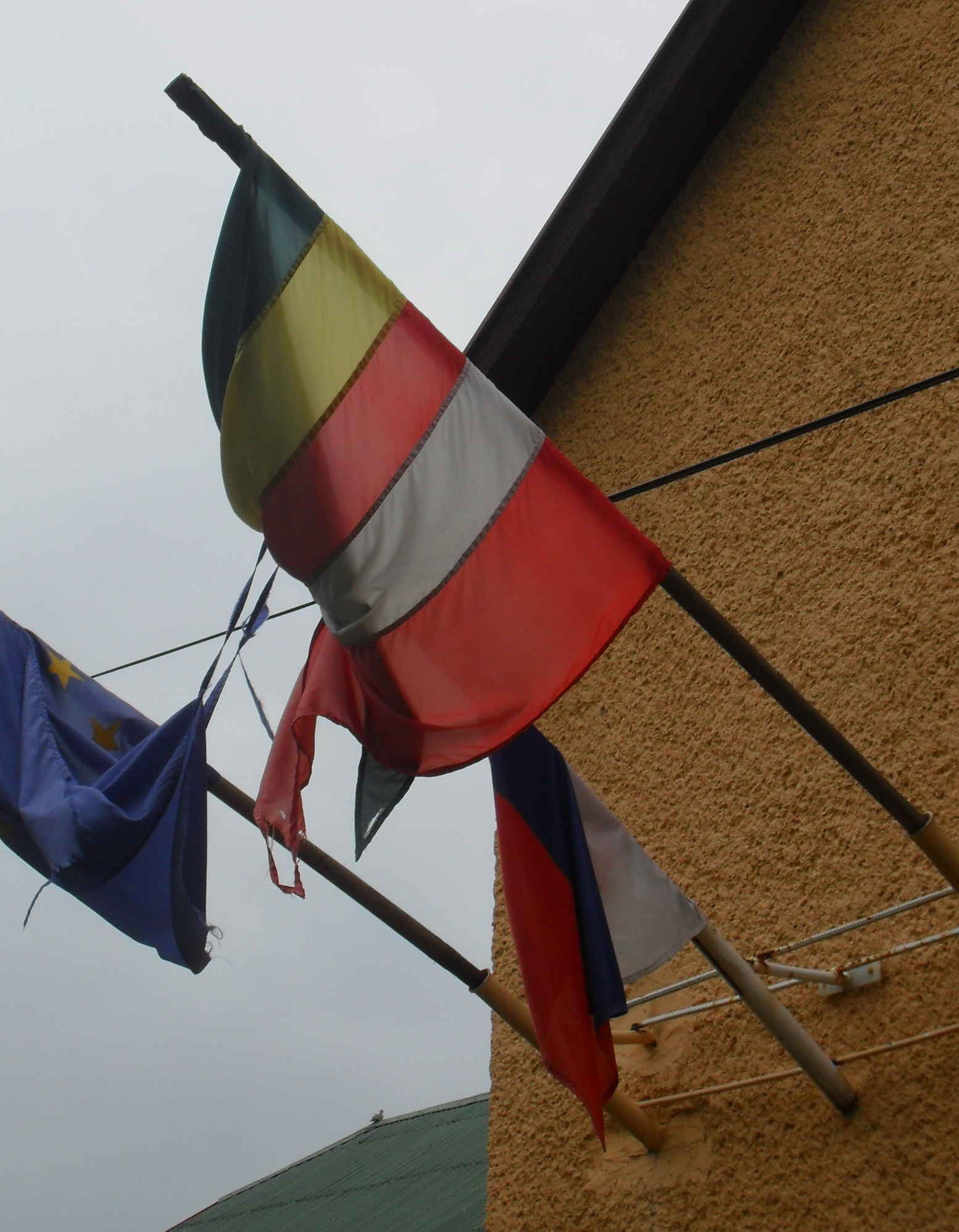
Községi zászló (fordítva)
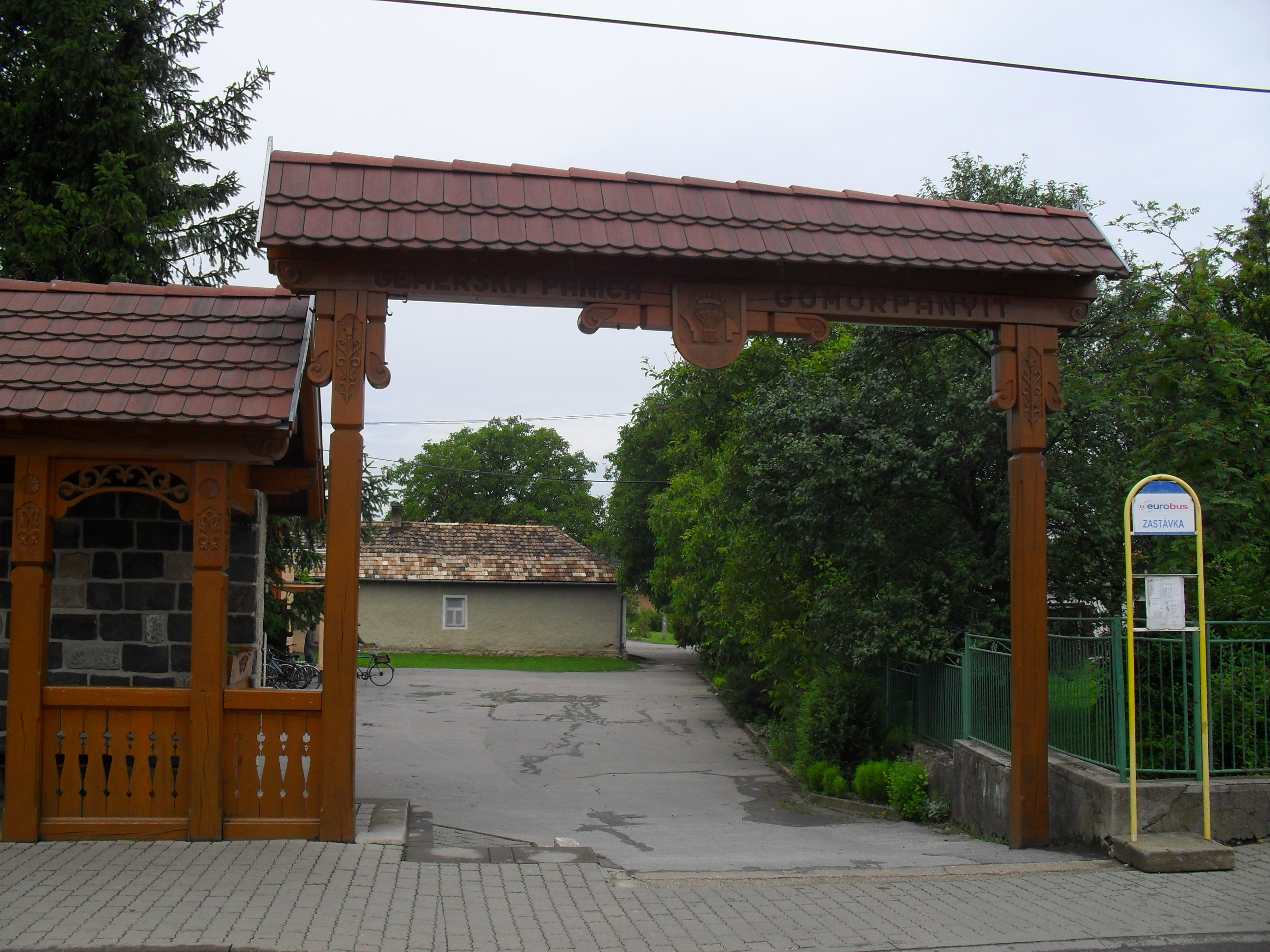
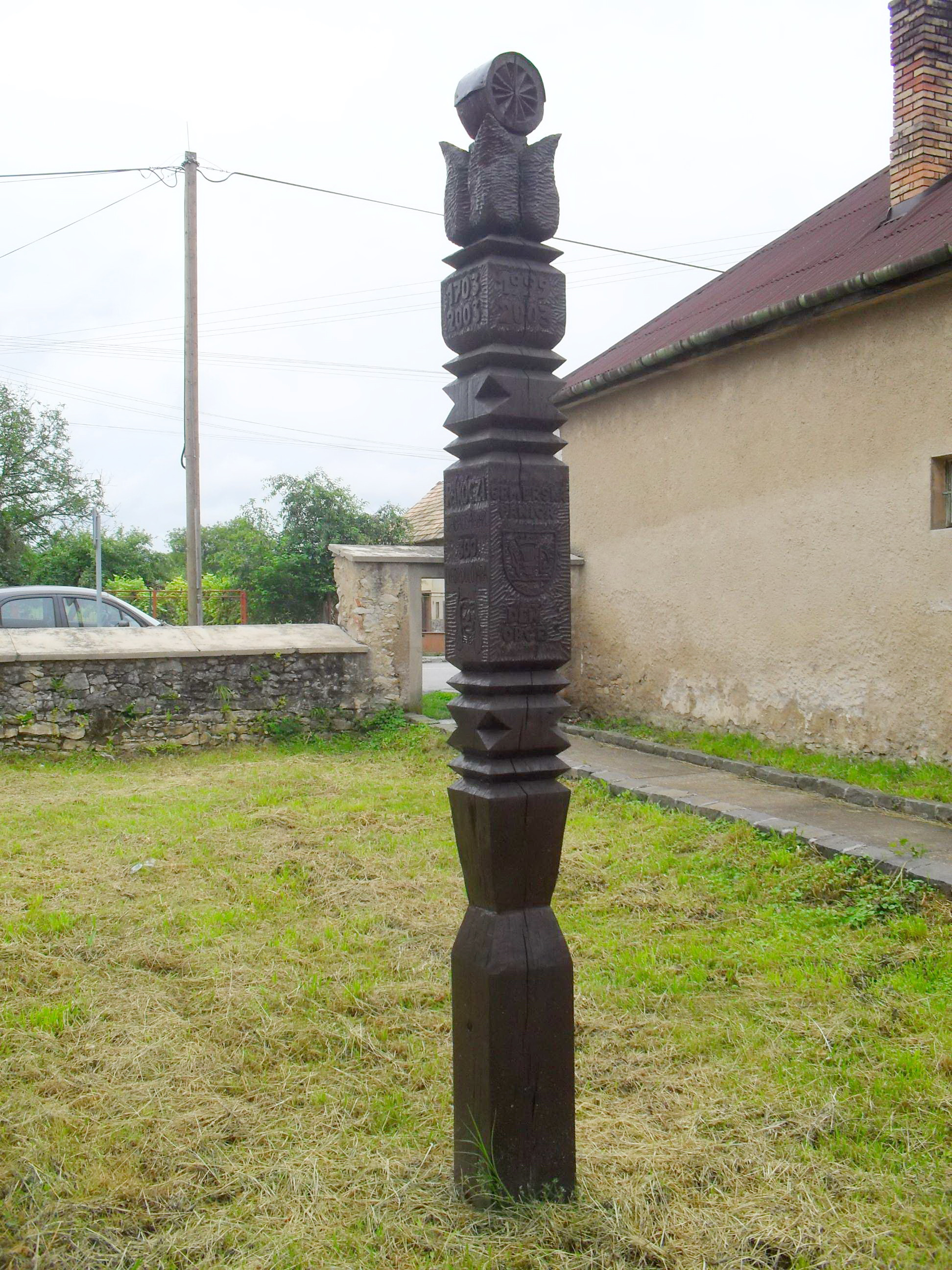
Kopjafa az evangélikus templom udvarán
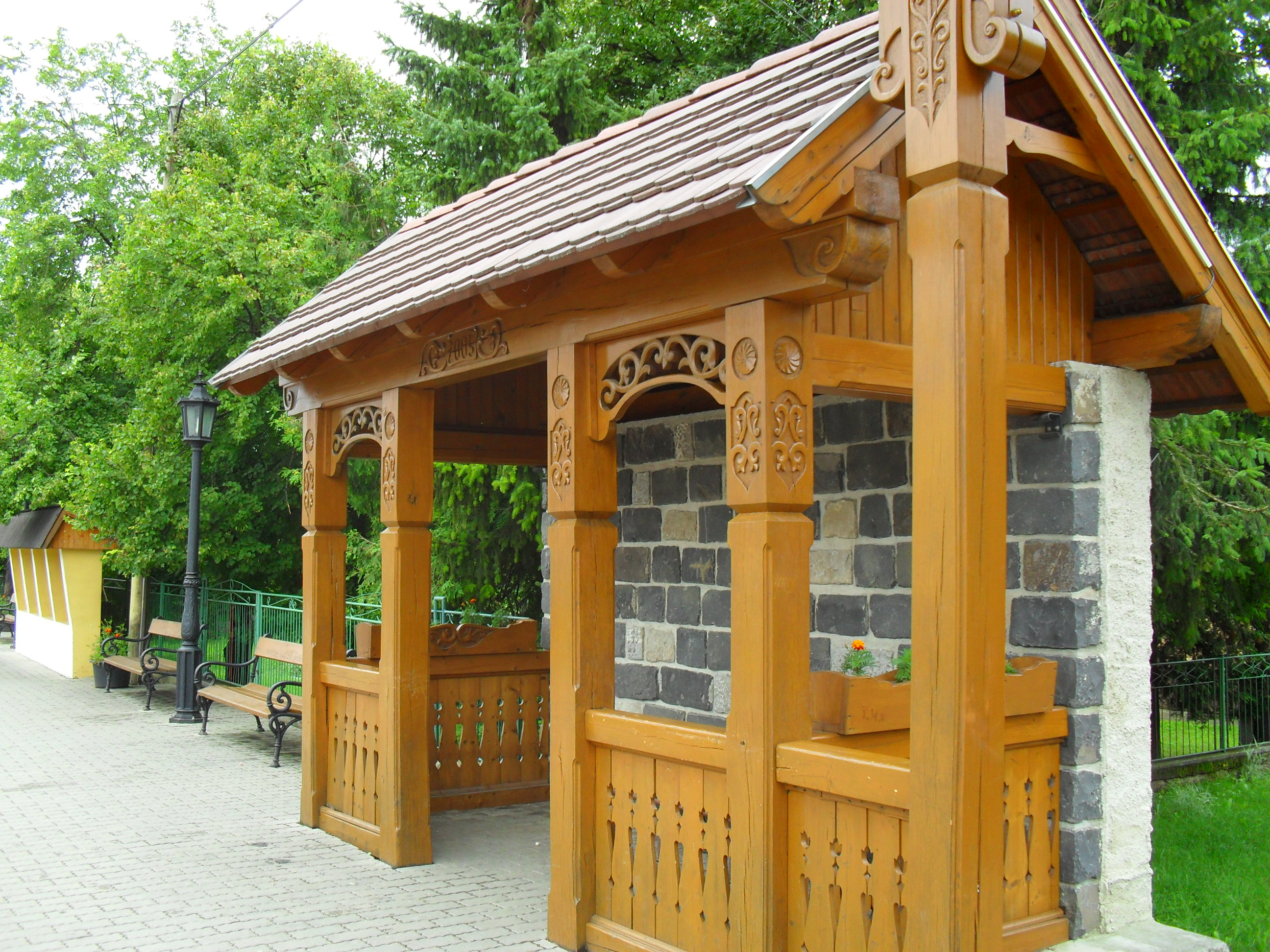
Buszmegálló
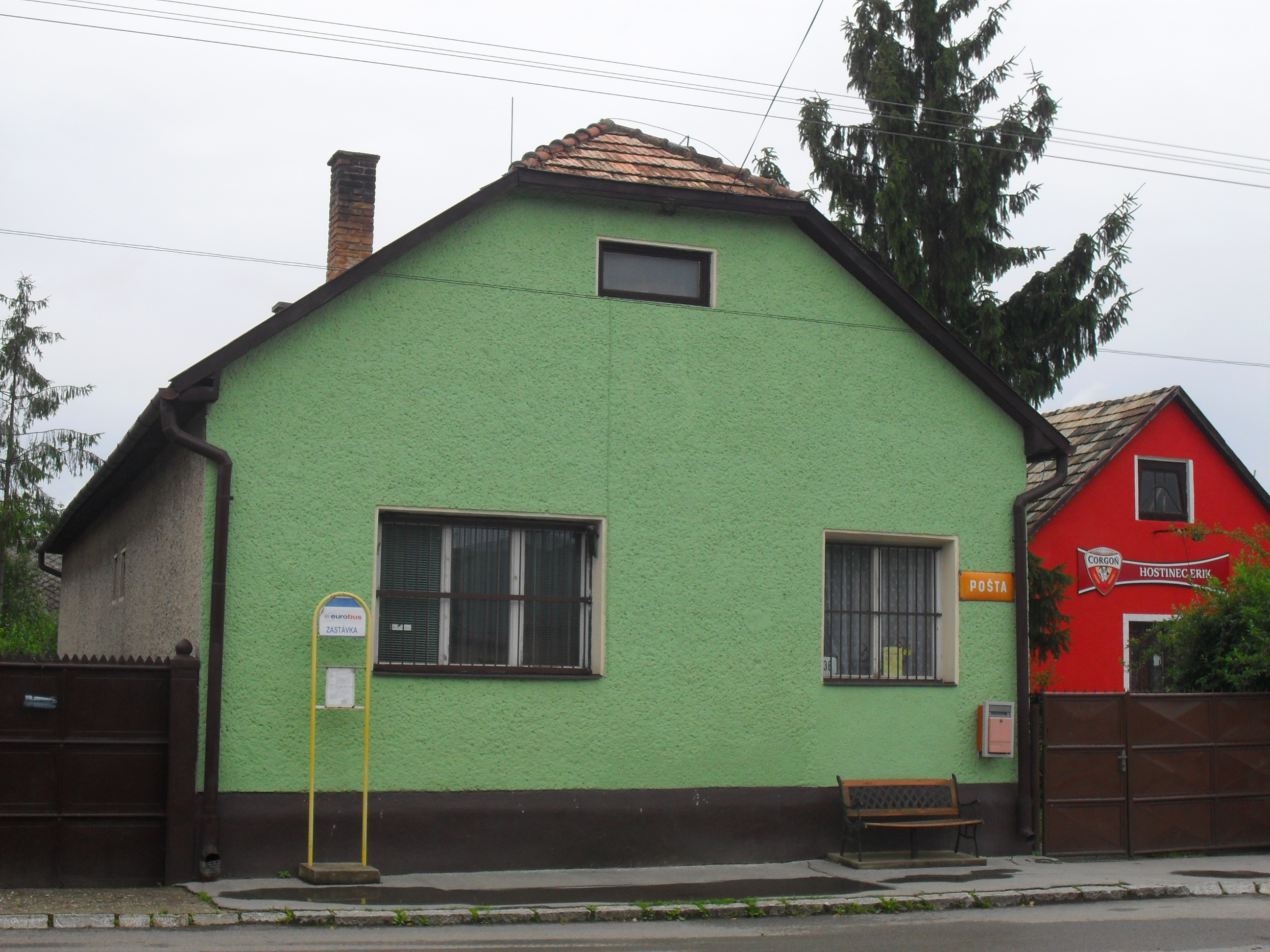
Posta
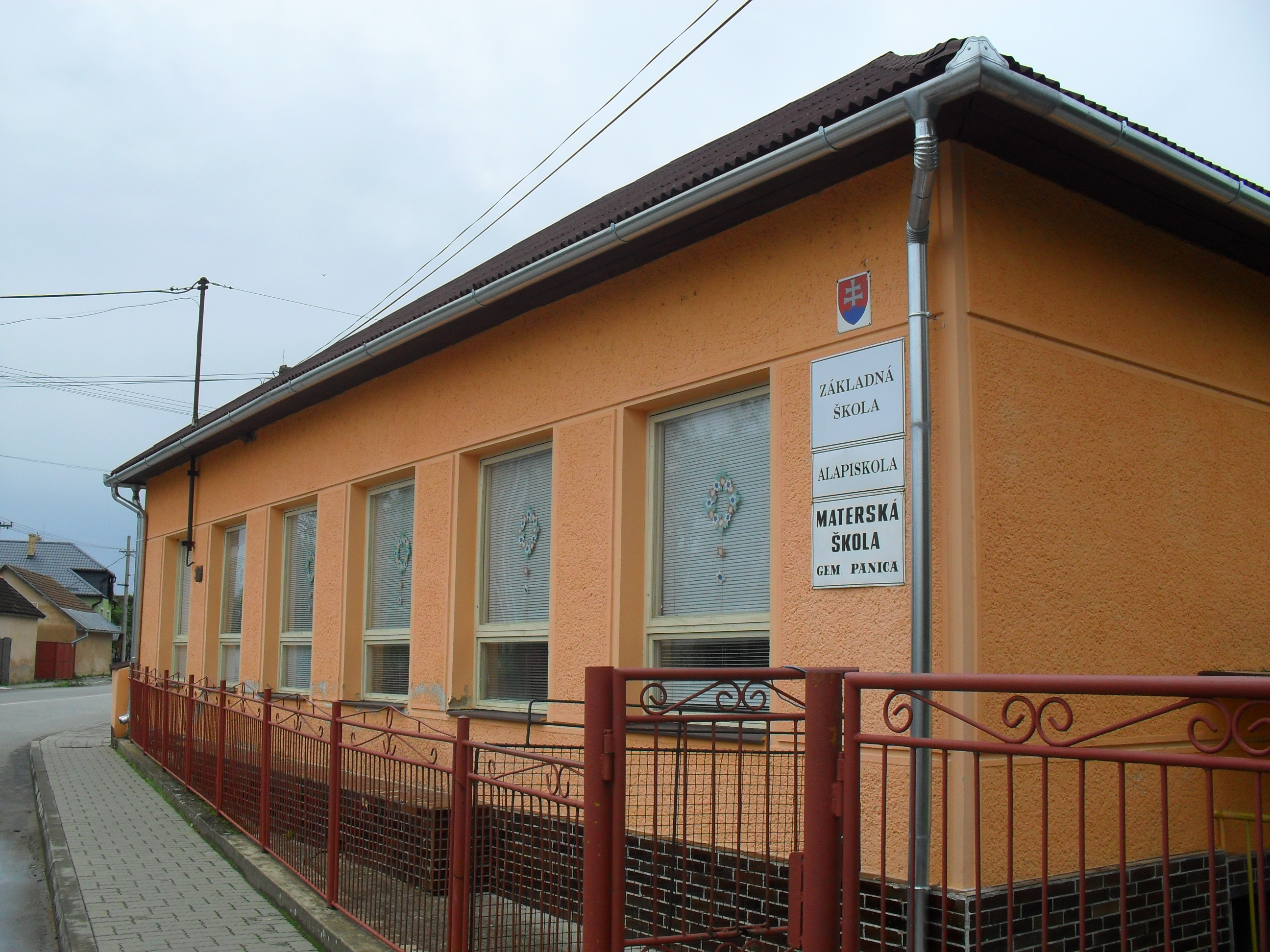
Alapiskola és óvoda
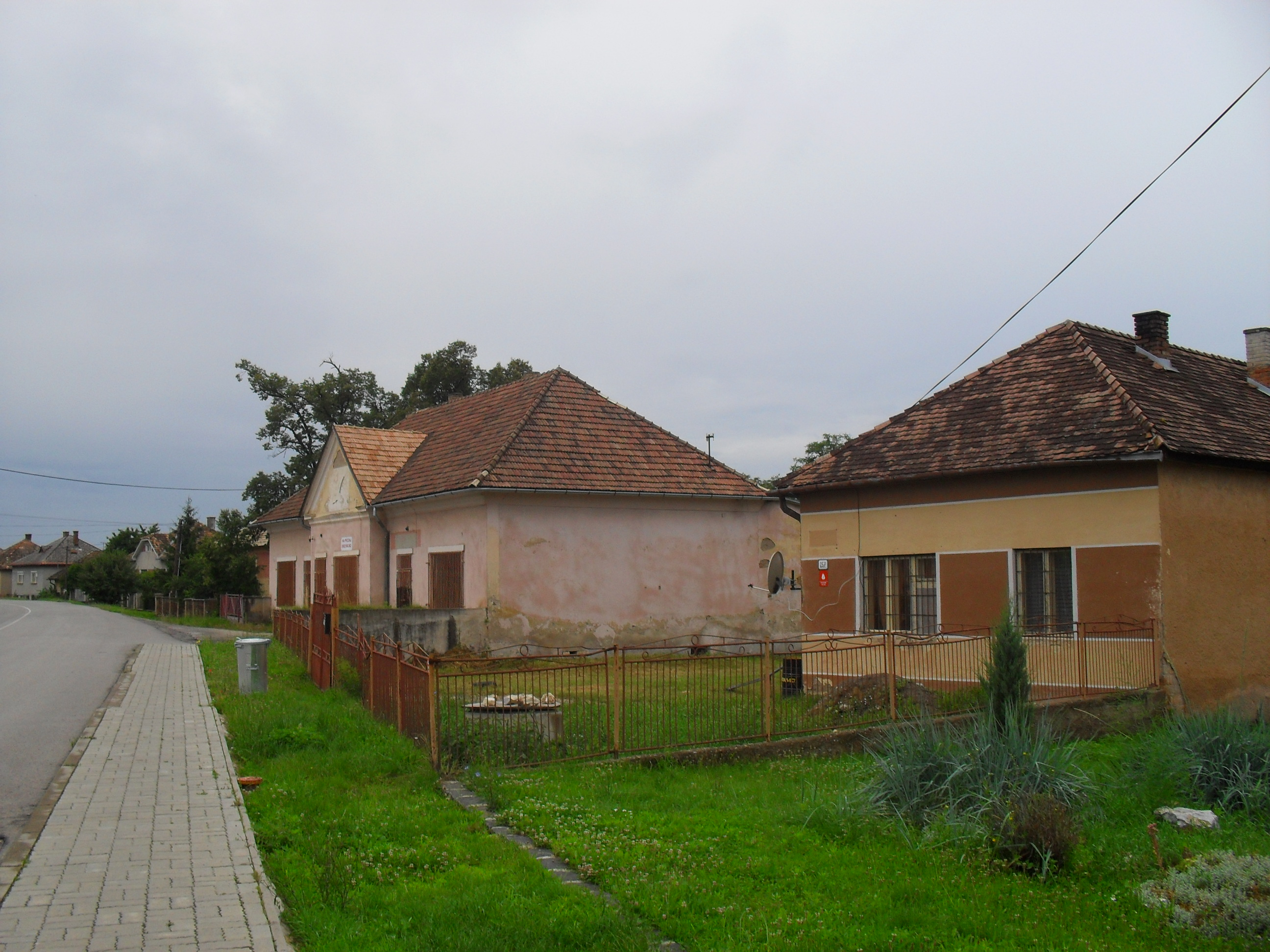
Utcakép
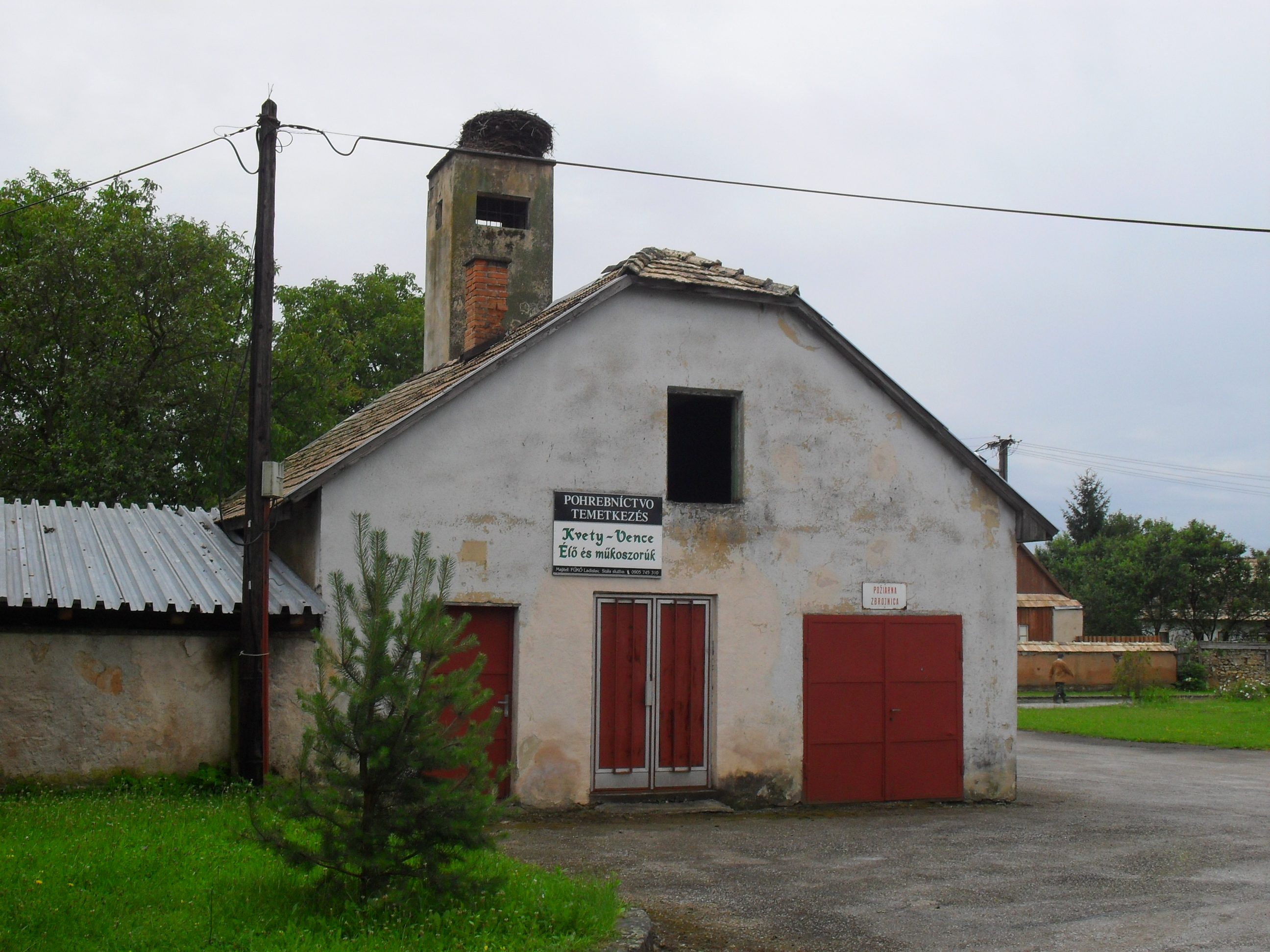
Tűzoltószertár
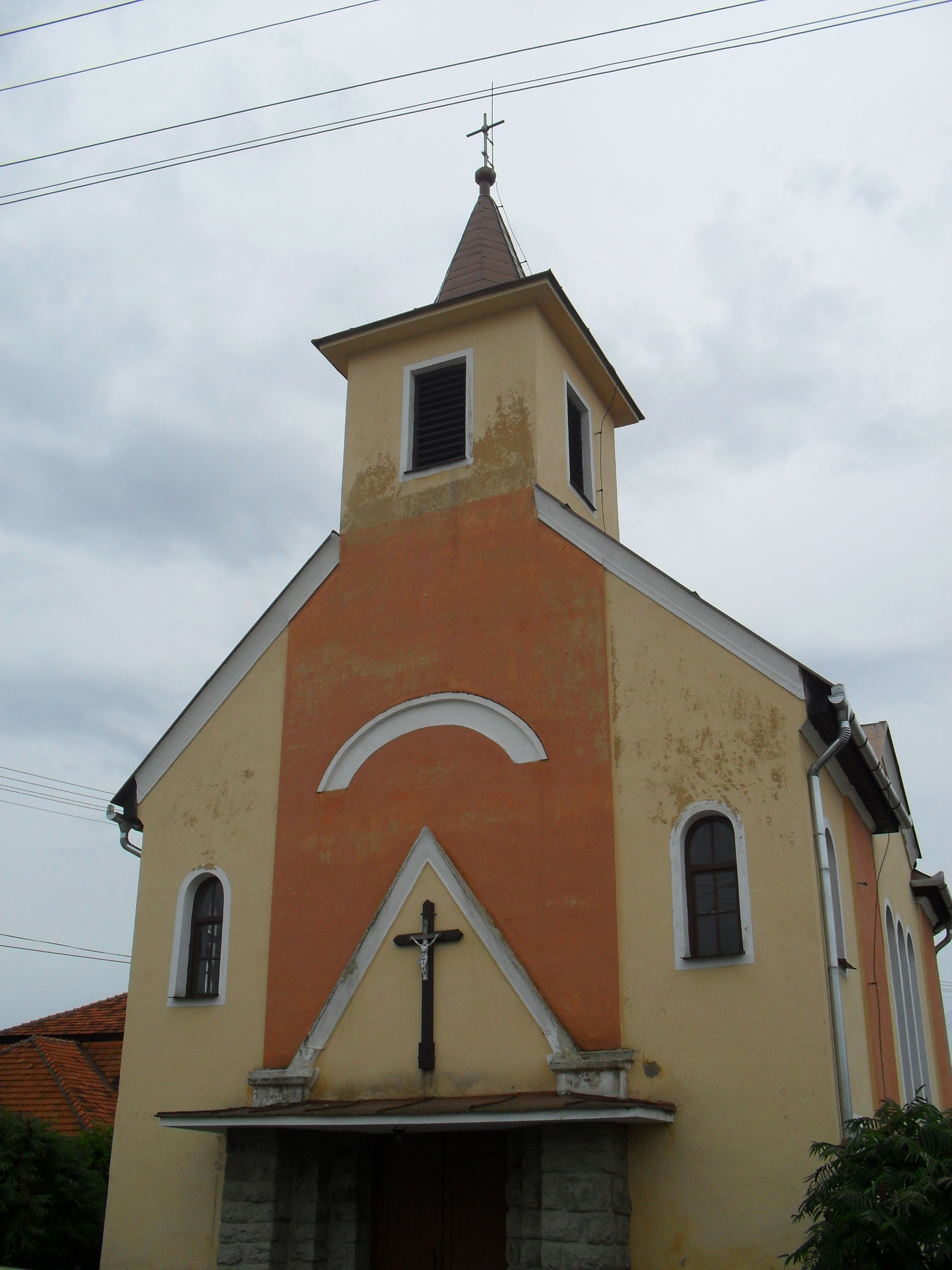
Katolikus templom
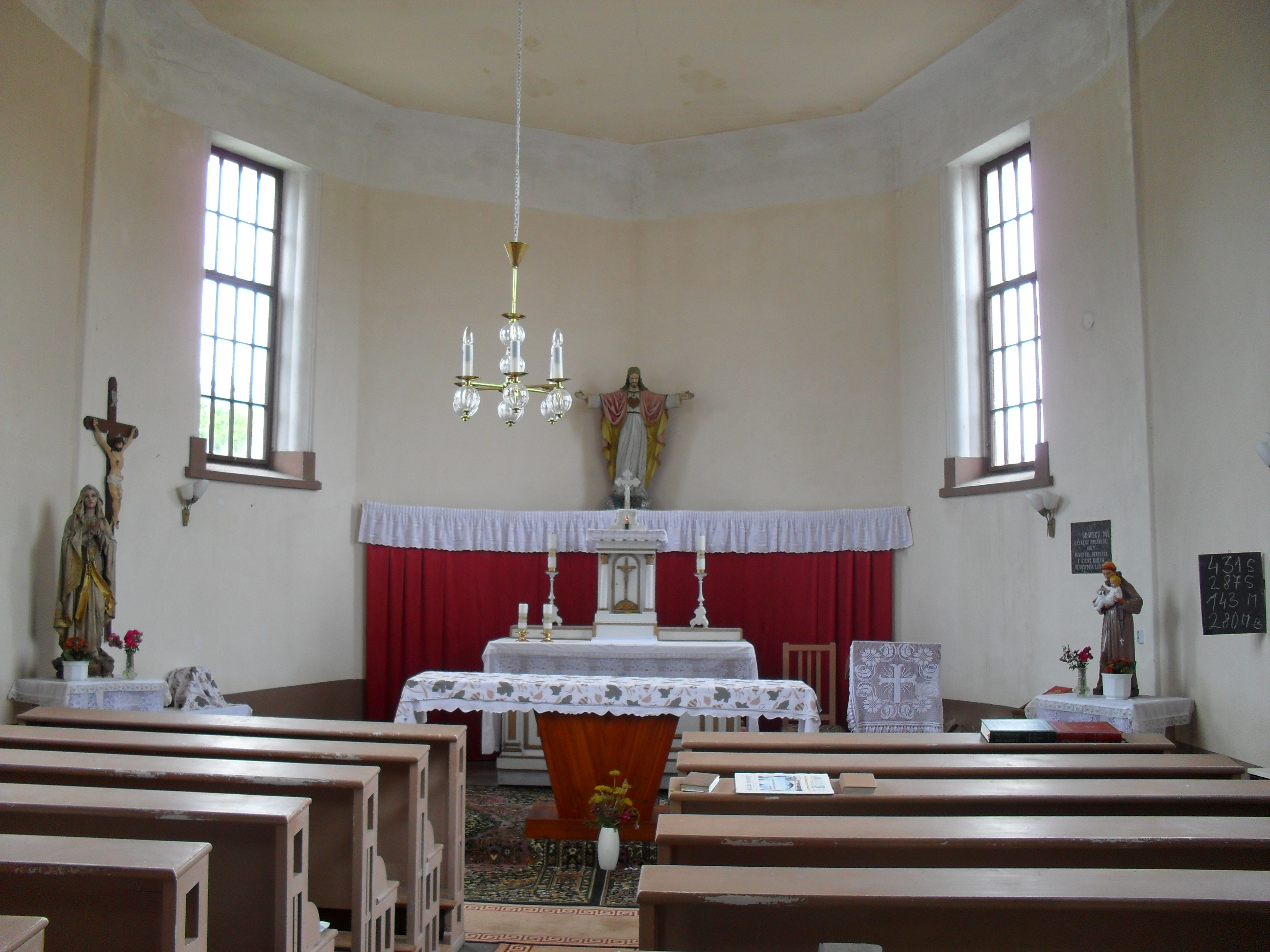
A katolikus templomban
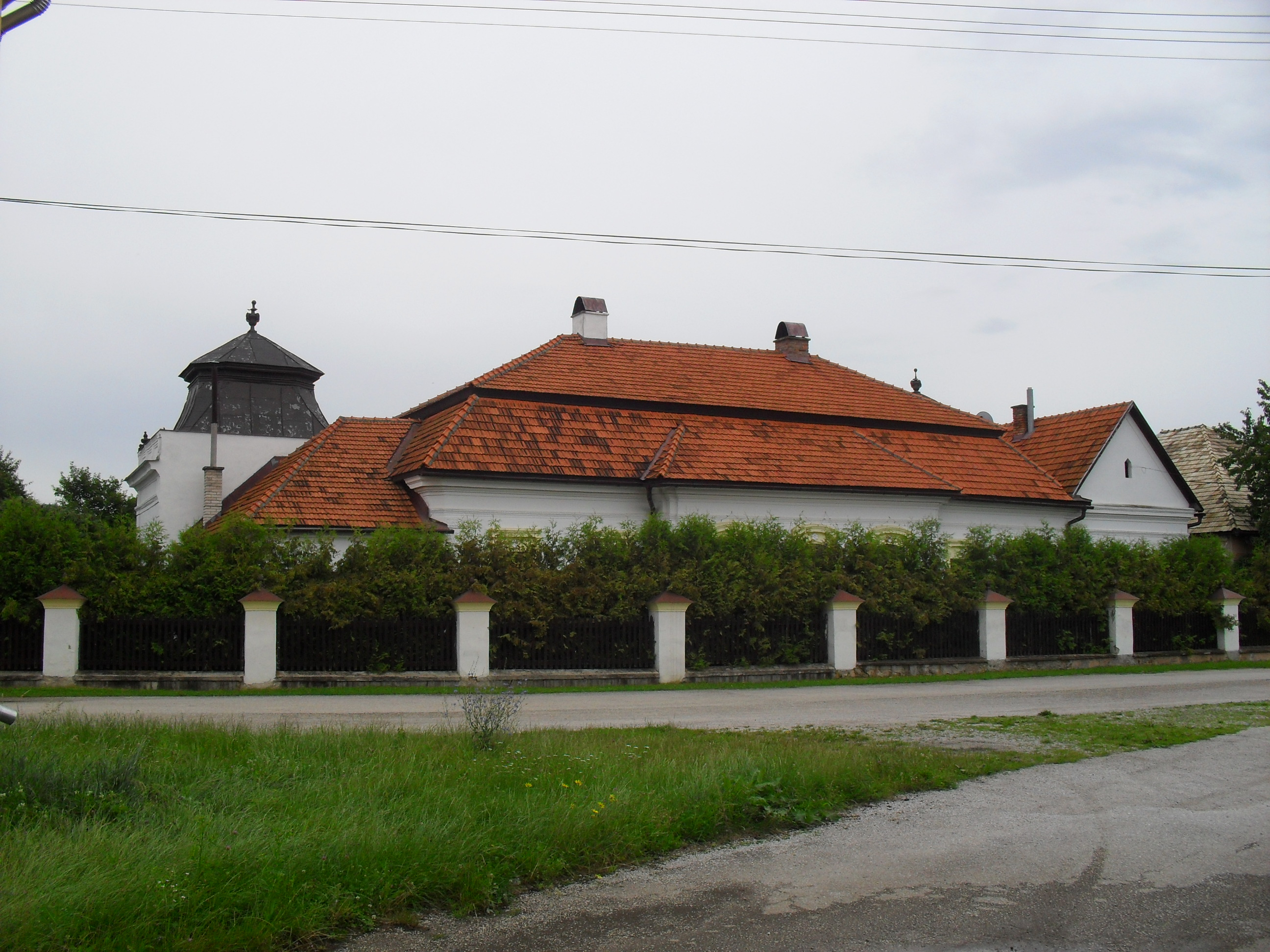
Kastély
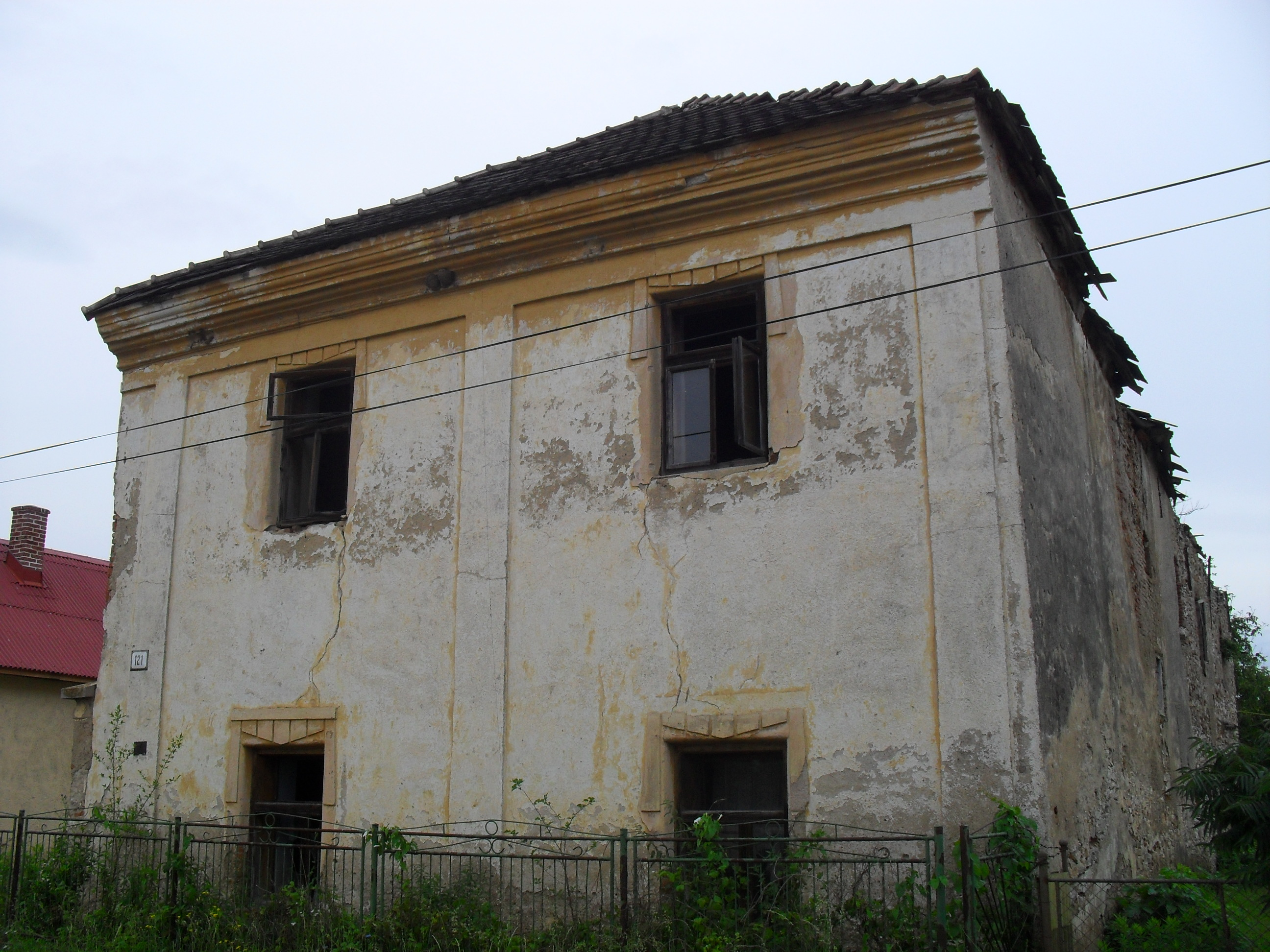
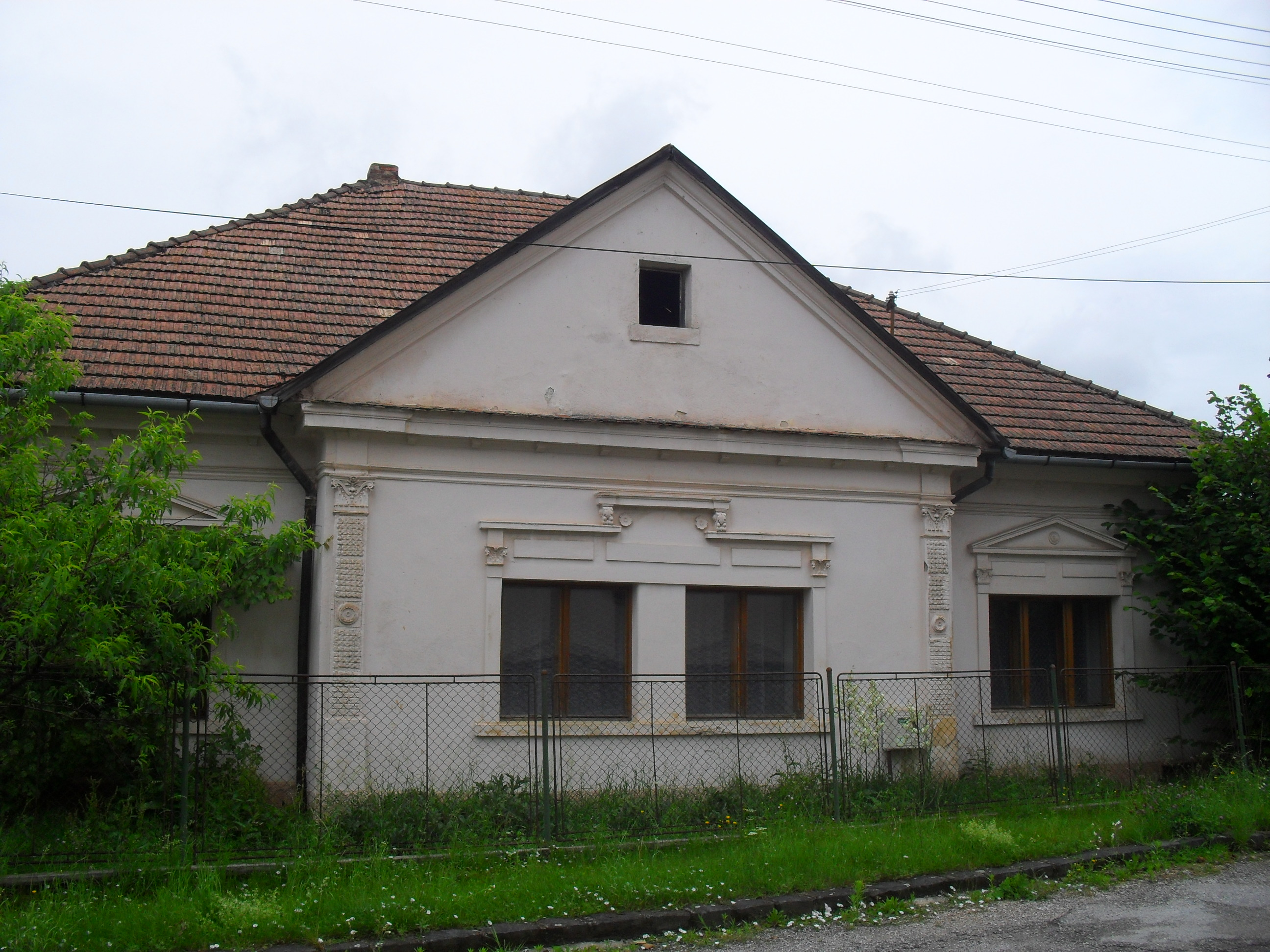
Régi ház a községben
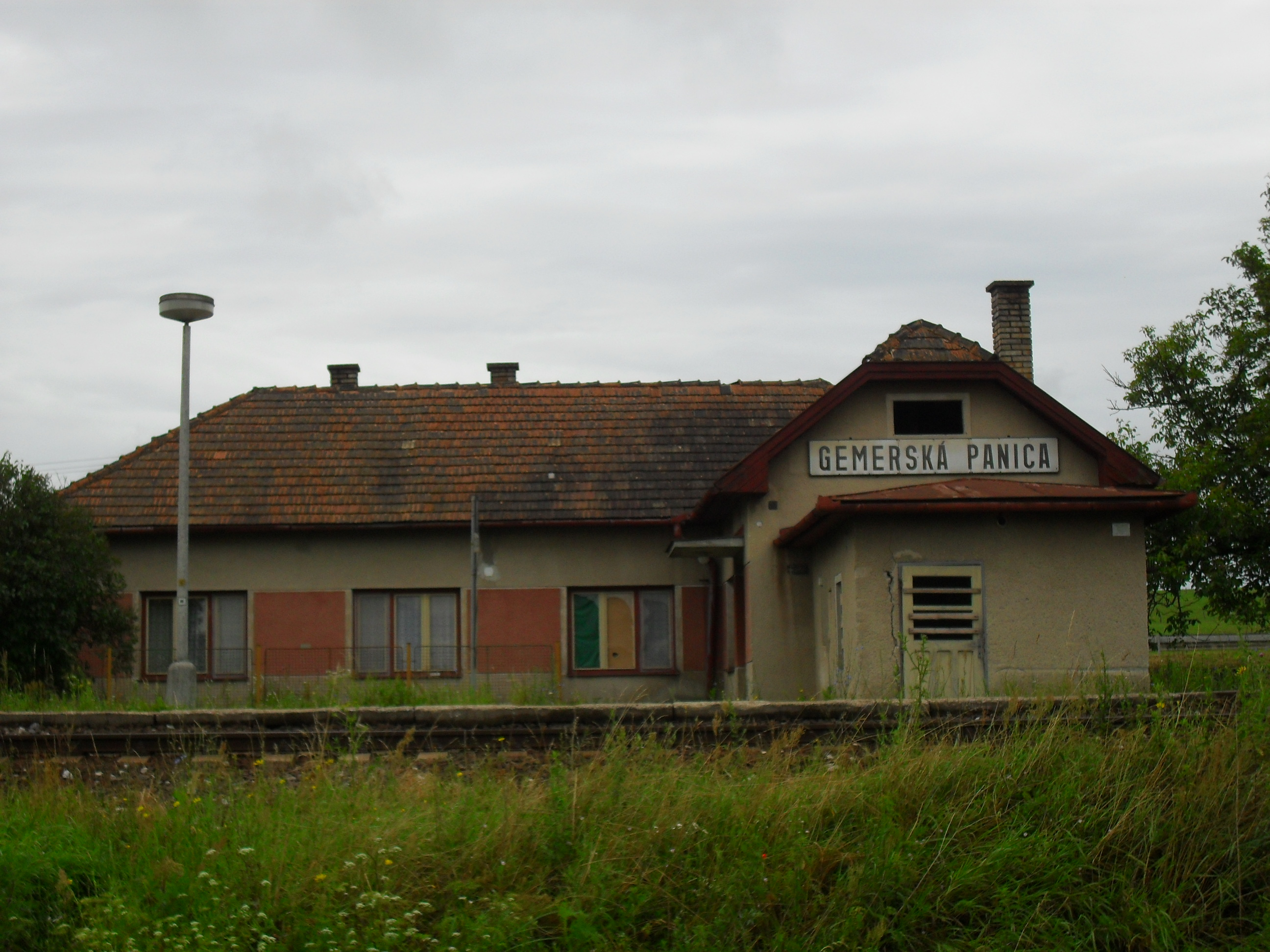
Vasútállomás
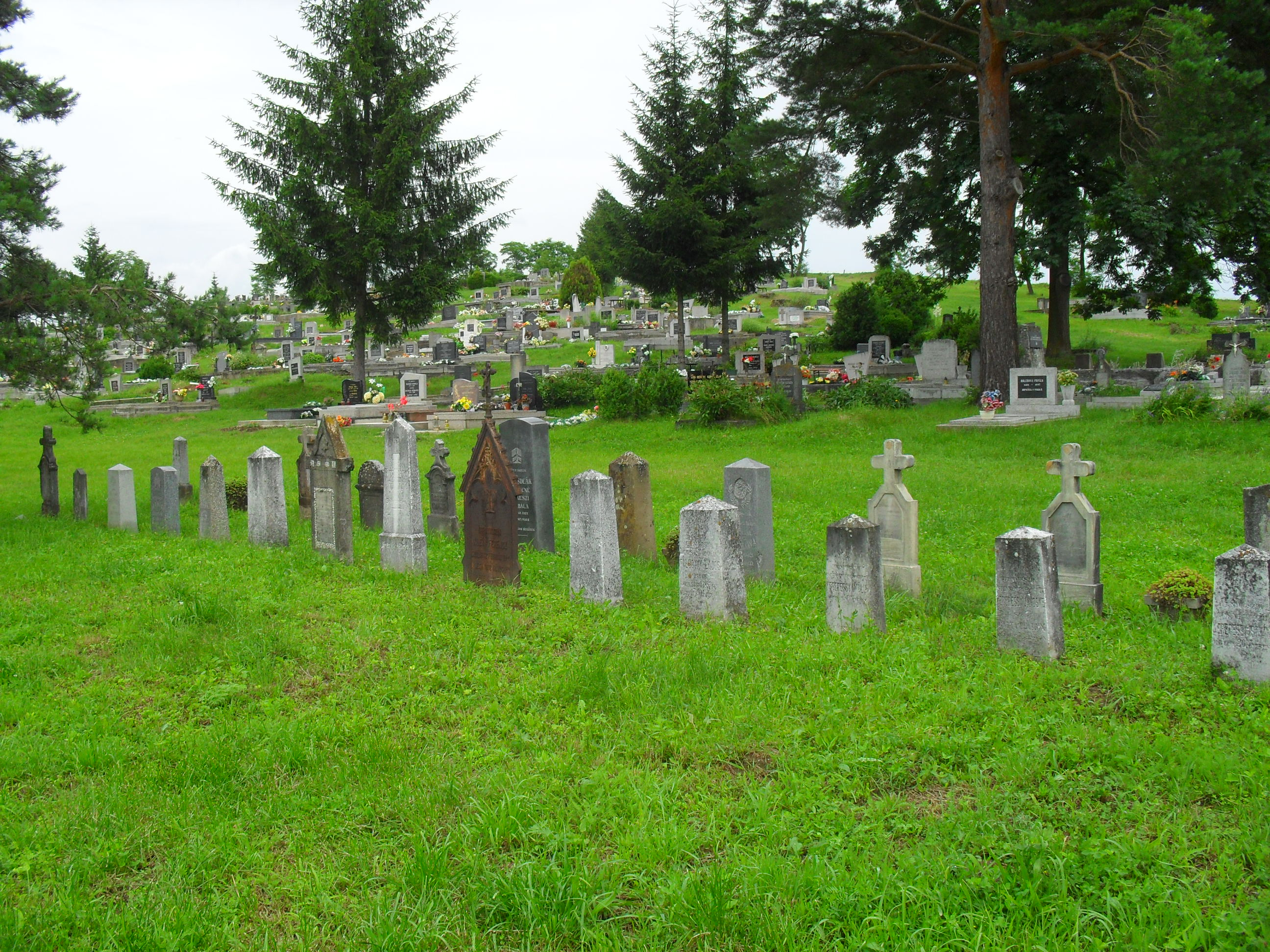
Temető
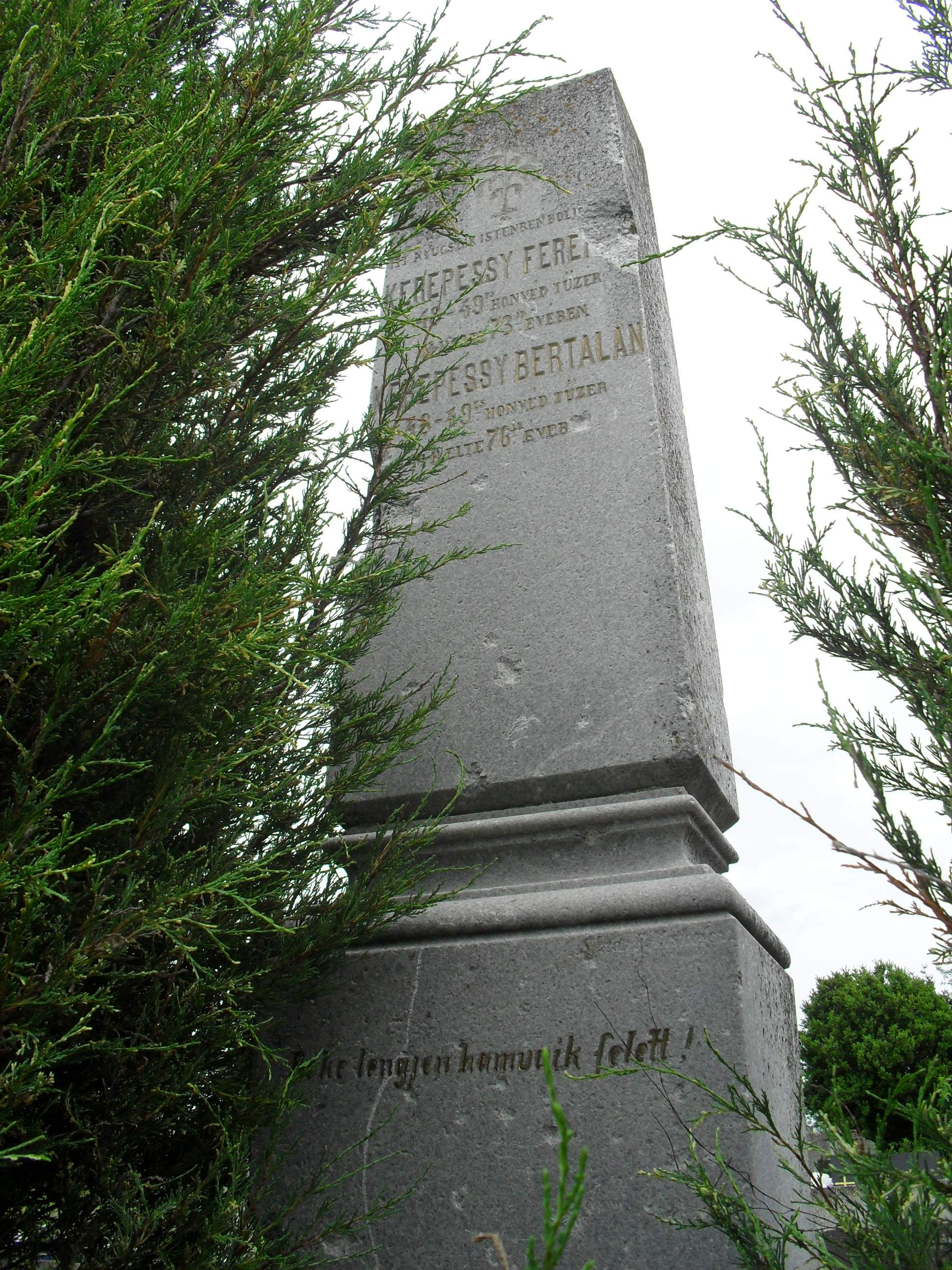
48-as honvédsír a temetőben

### Evangélikus templom

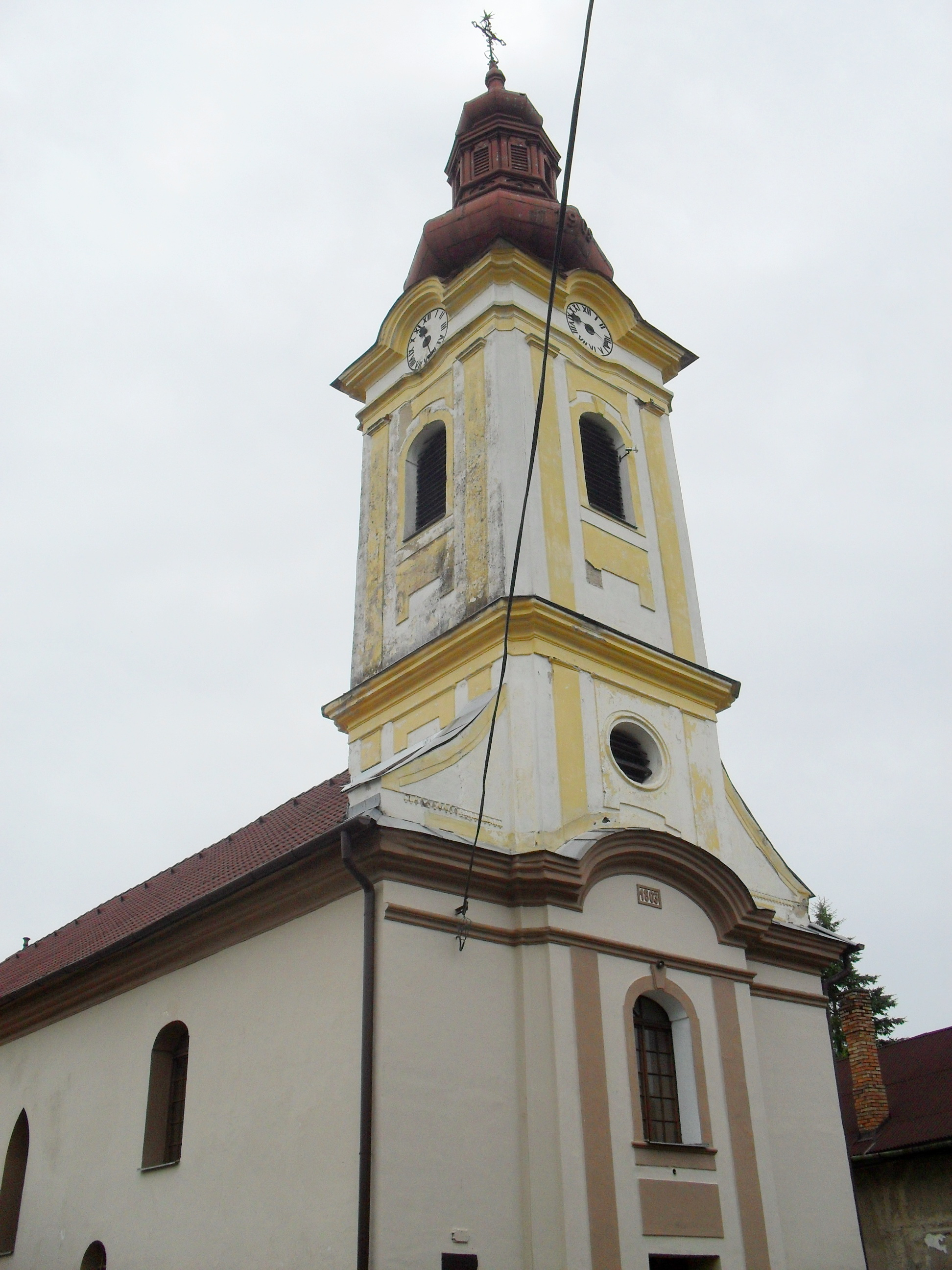
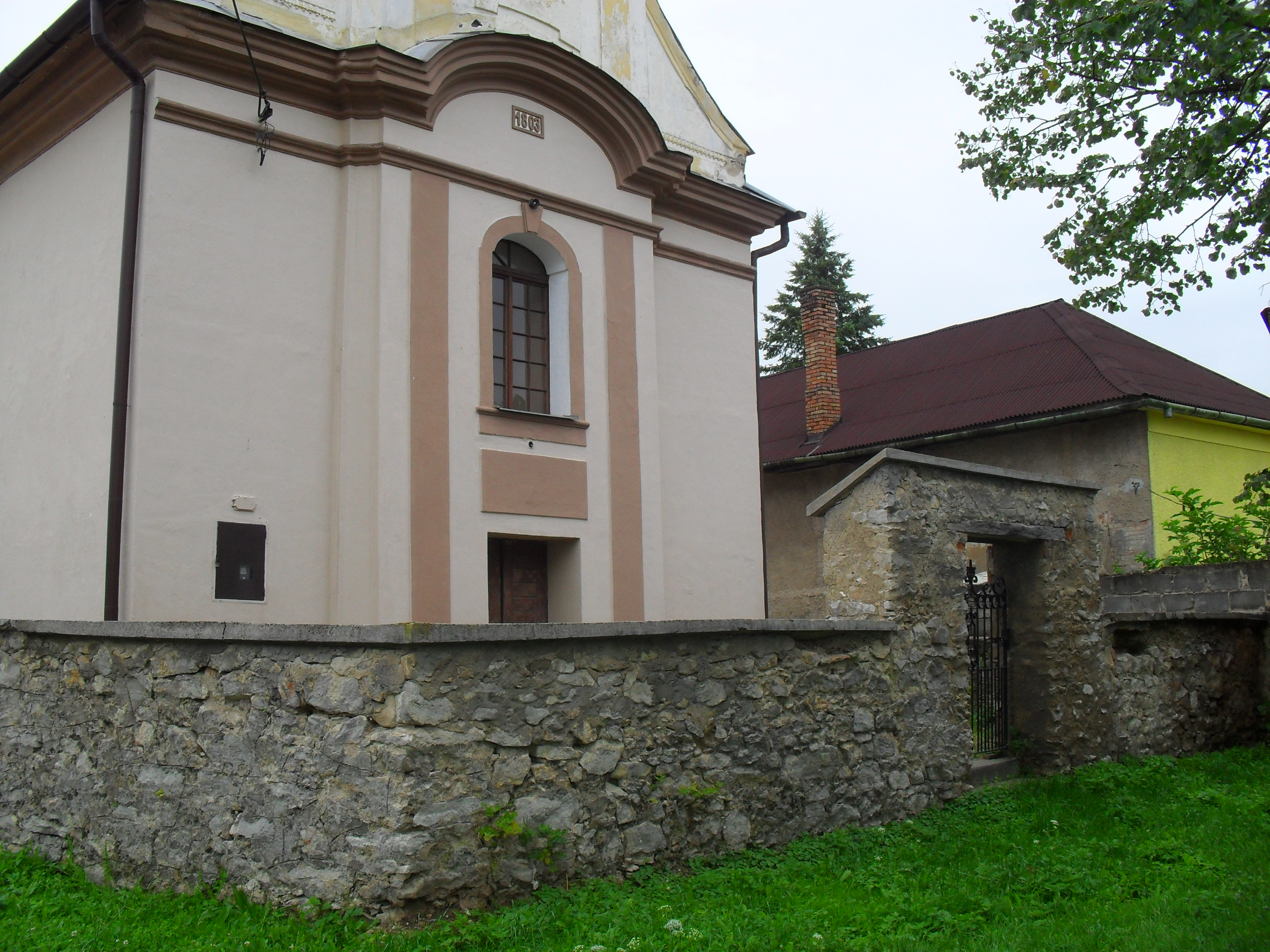
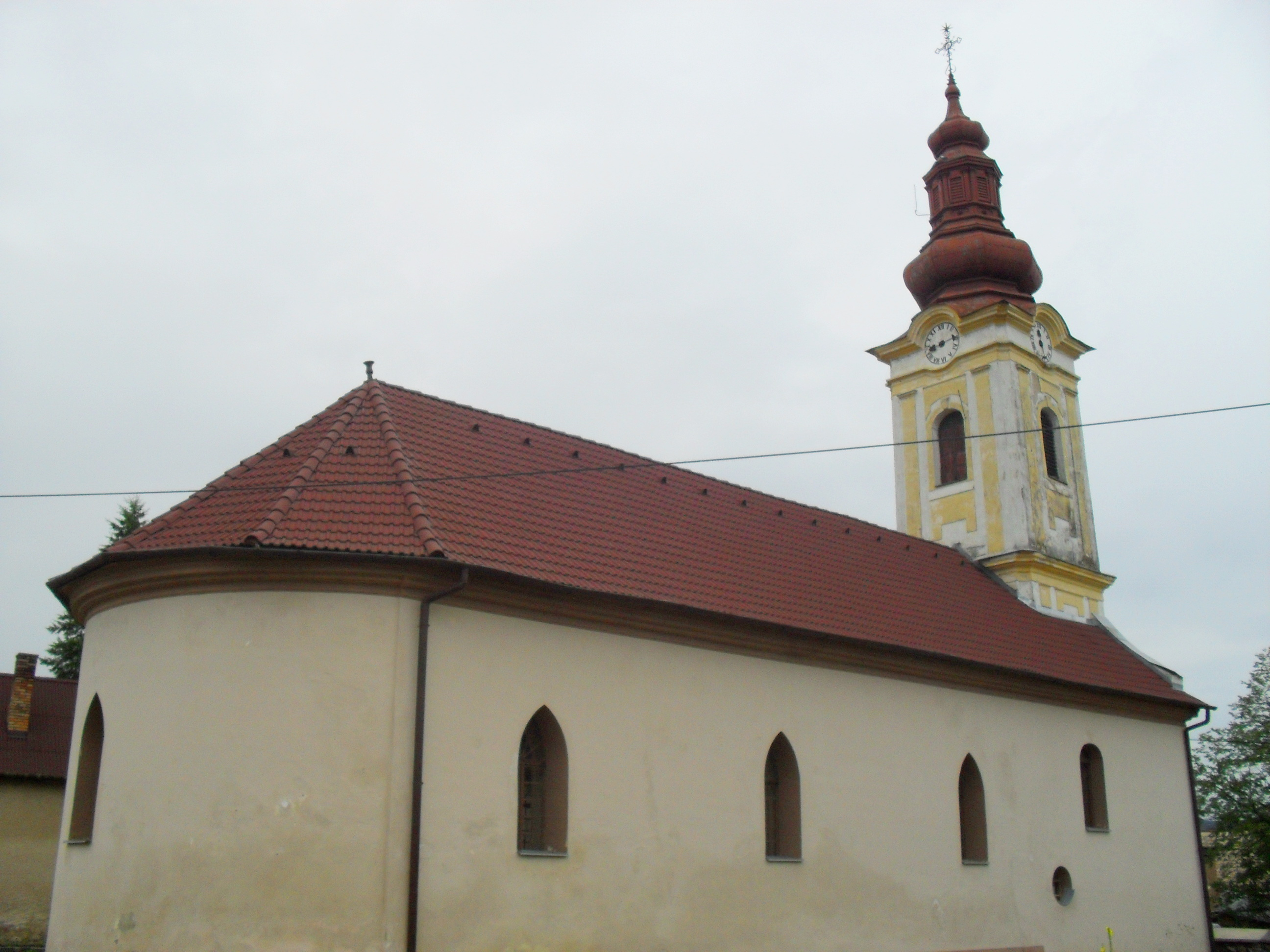
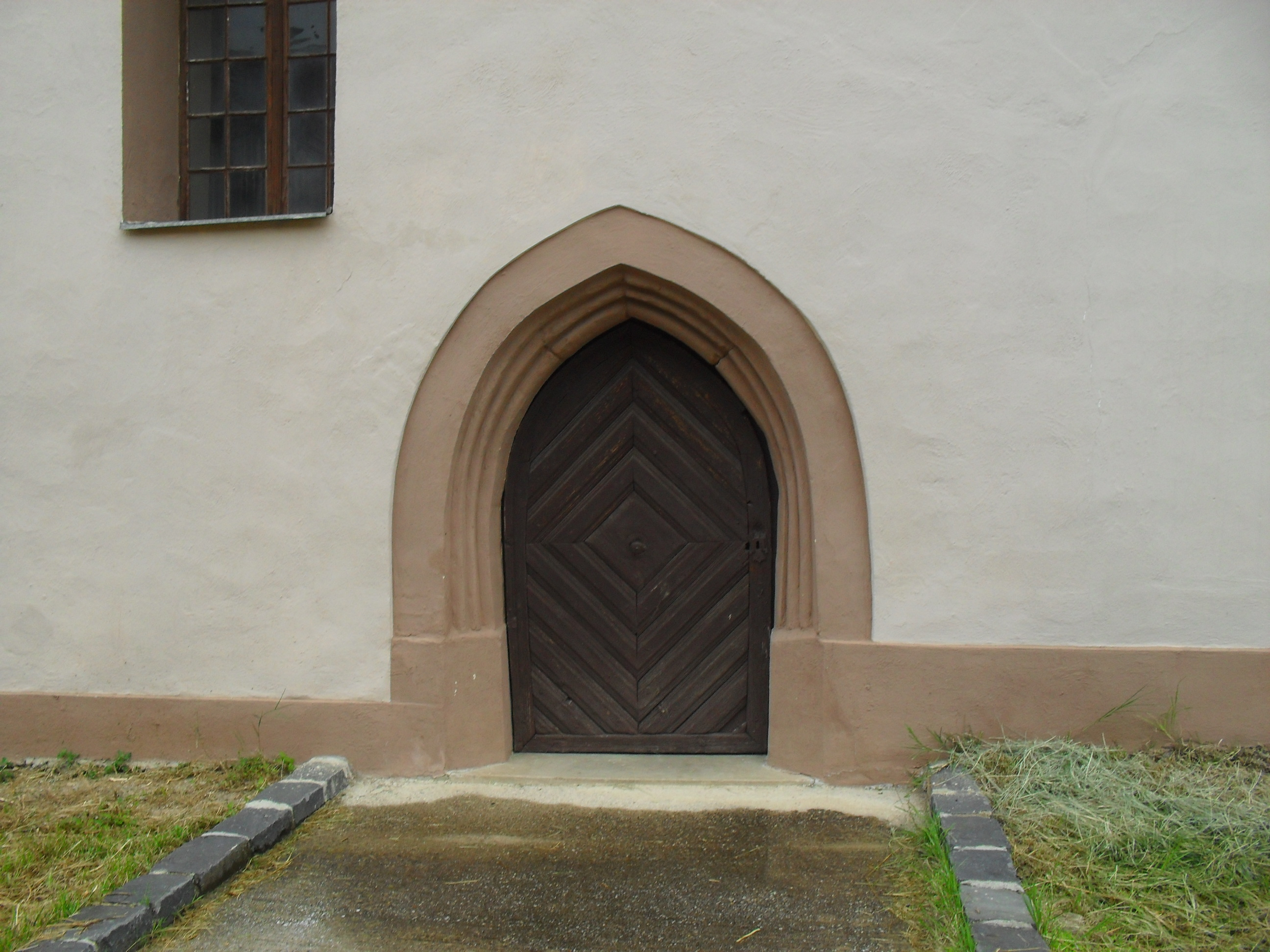
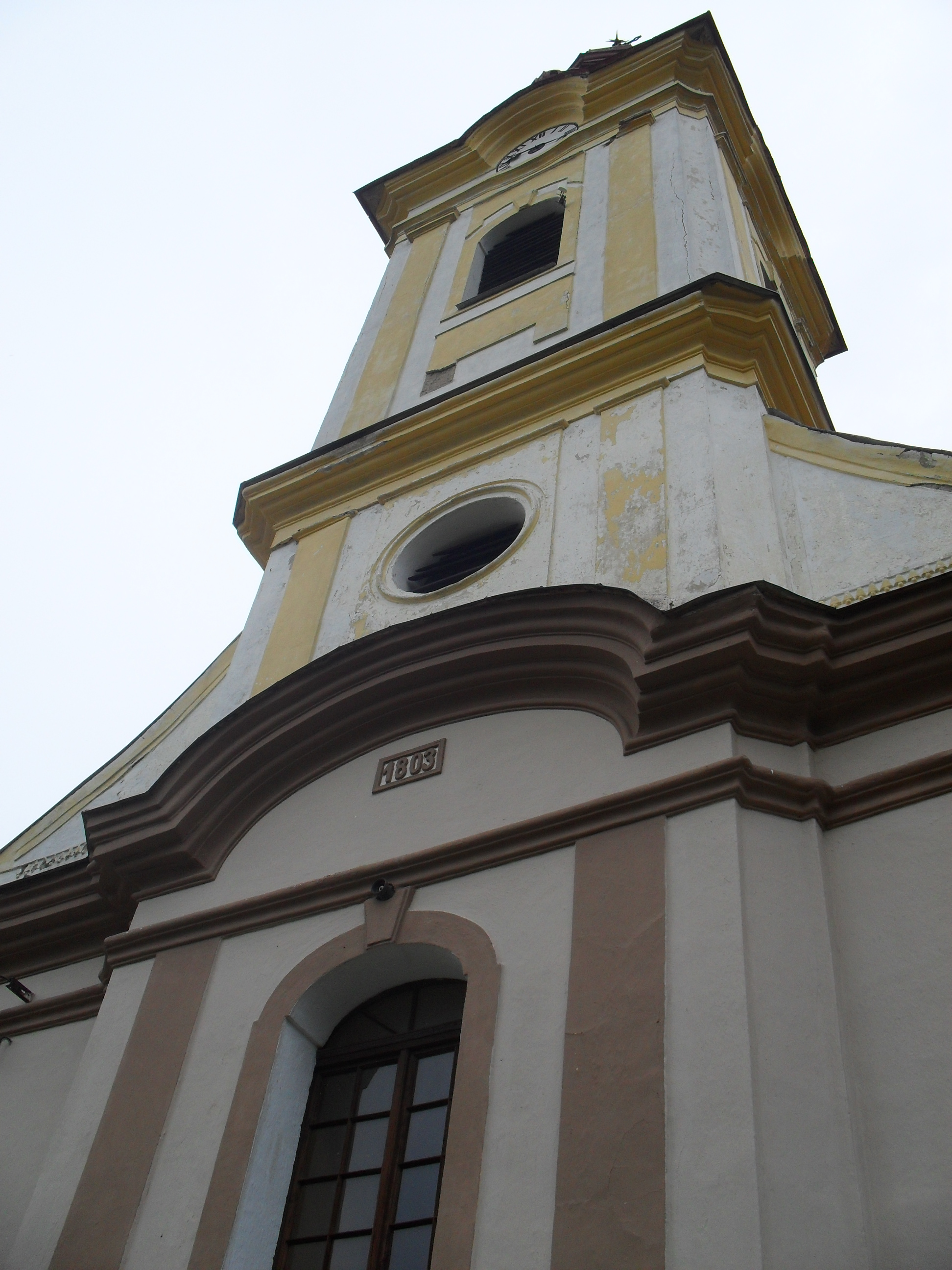
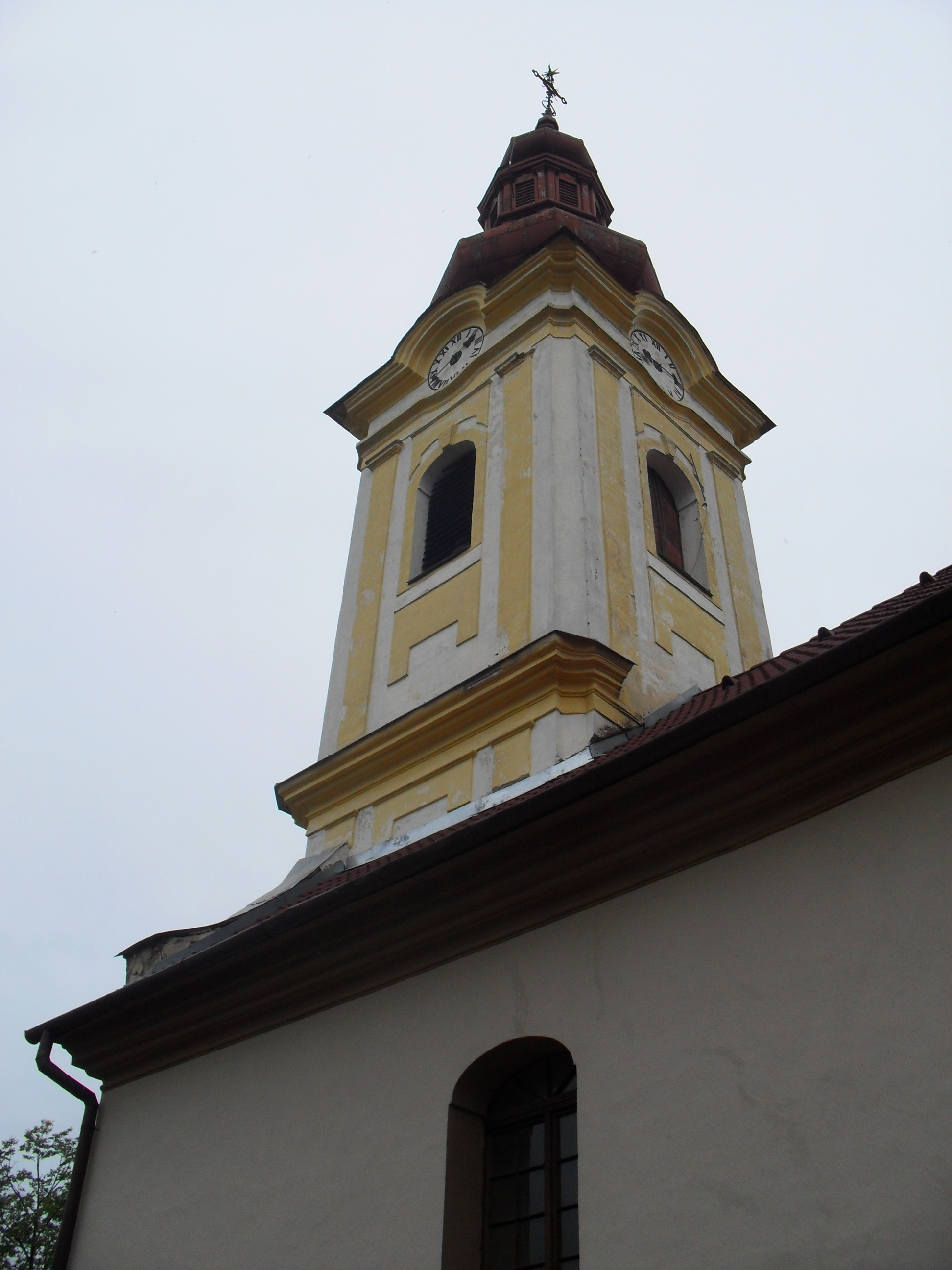
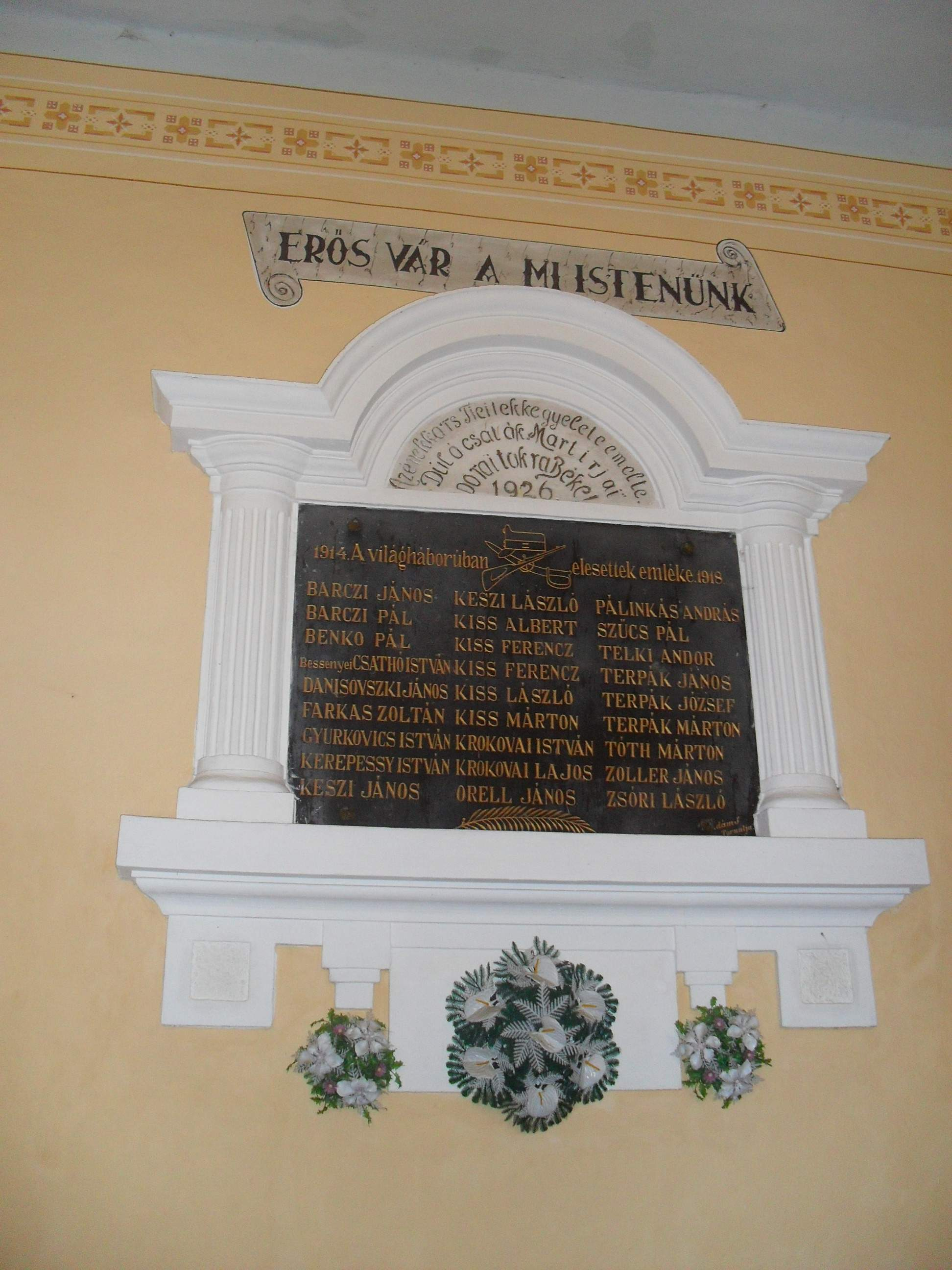
Első világháborús emléktábla
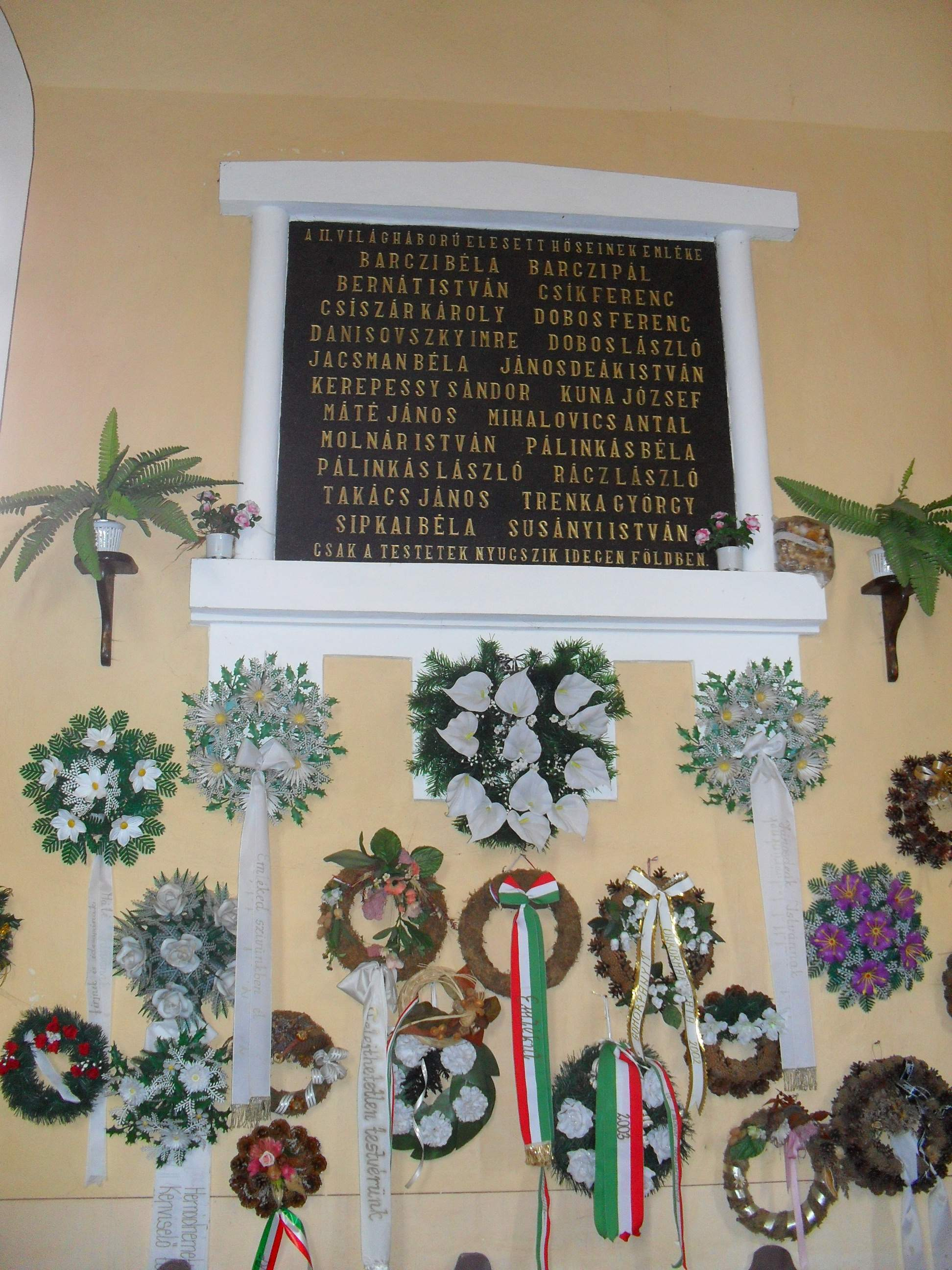
Második világháborús emléktábla
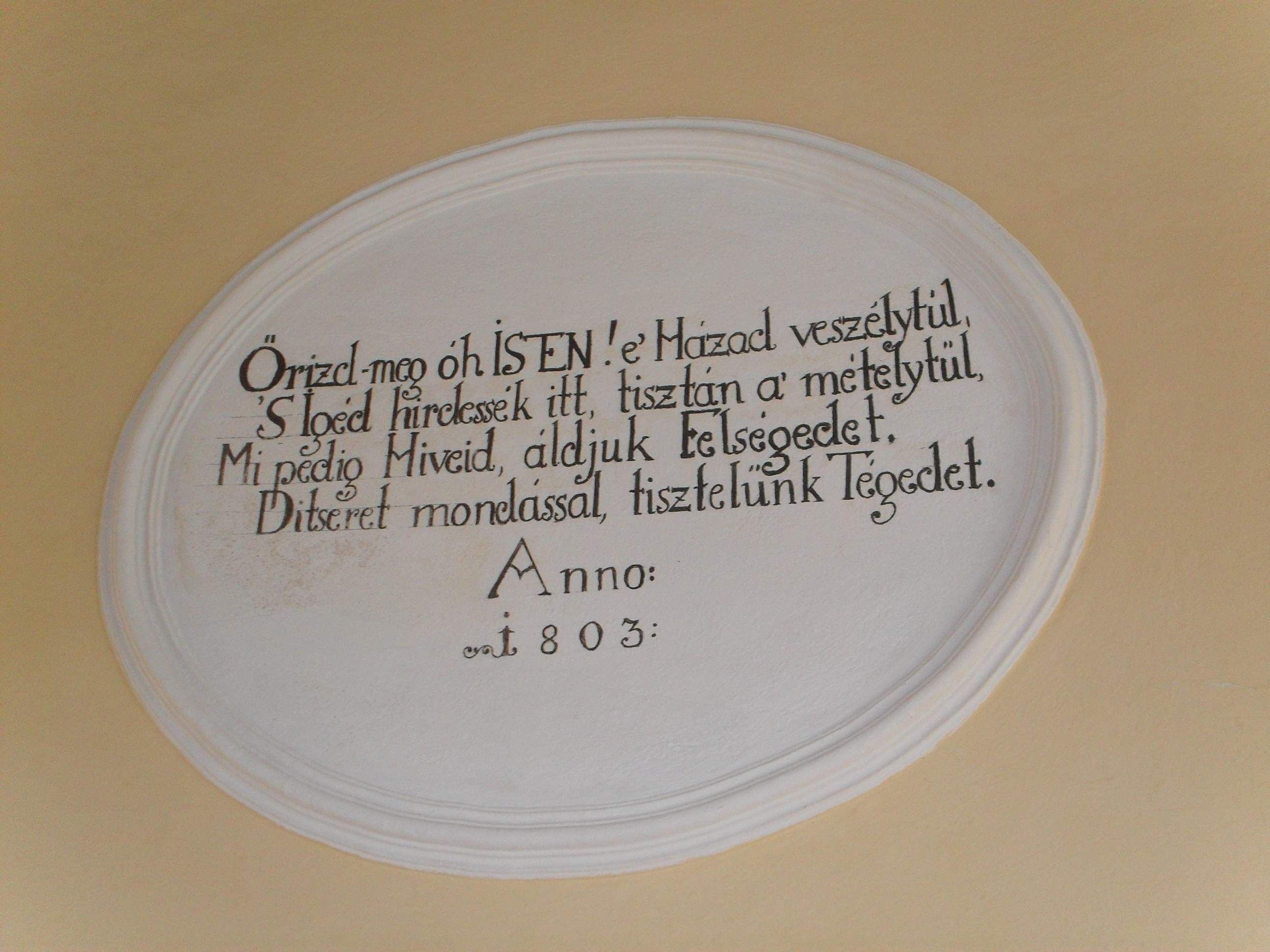
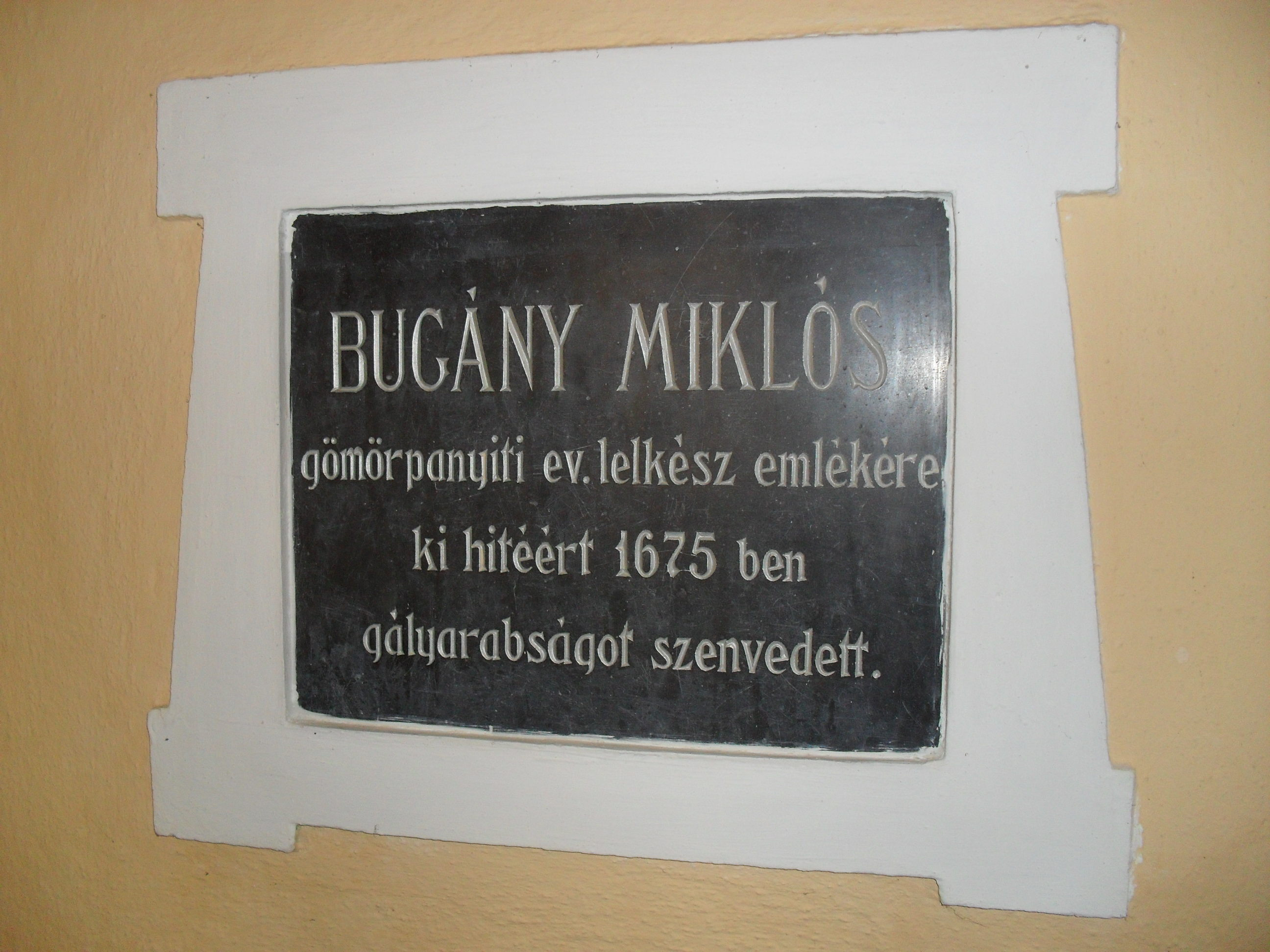
Bugány Miklós emléktáblája